# 도쿠가와 이에야스
도쿠가와 이에야스(일본어: 徳川 家康, 1543~1616, 덴분 11년 음력 12월 26일 ~ 겐나 2년 음력 4월 17일)는 일본 센고쿠 시대부터 에도 시대 초기에 활약한 무장이자 센고쿠 다이묘이다. 오다 노부나가, 도요토미 히데요시와 함께 향토삼영걸로 불린다. 가계는 미카와 국의 고쿠진 마쓰다이라 씨이다.
도요토미 히데요시 사망 이후 1600년 세키가하라 전투에서 동군을 지휘하였으며, 승전 이후 에도 막부를 개창하여 첫 쇼군(재임: 1603년 ~ 1605년)이 되었다. 1605년 3남 히데타다에게 쇼군 직을 물려준 다음에도 오고쇼의 자격으로 슨푸에 머무르며 정치에 참여하였다. 사후에는 닛코 동조궁에 묻혔으며, 도쇼다이곤겐(東照大権現,동조대권현)으로 신격화되었다.

## 생애

### 어린 시절

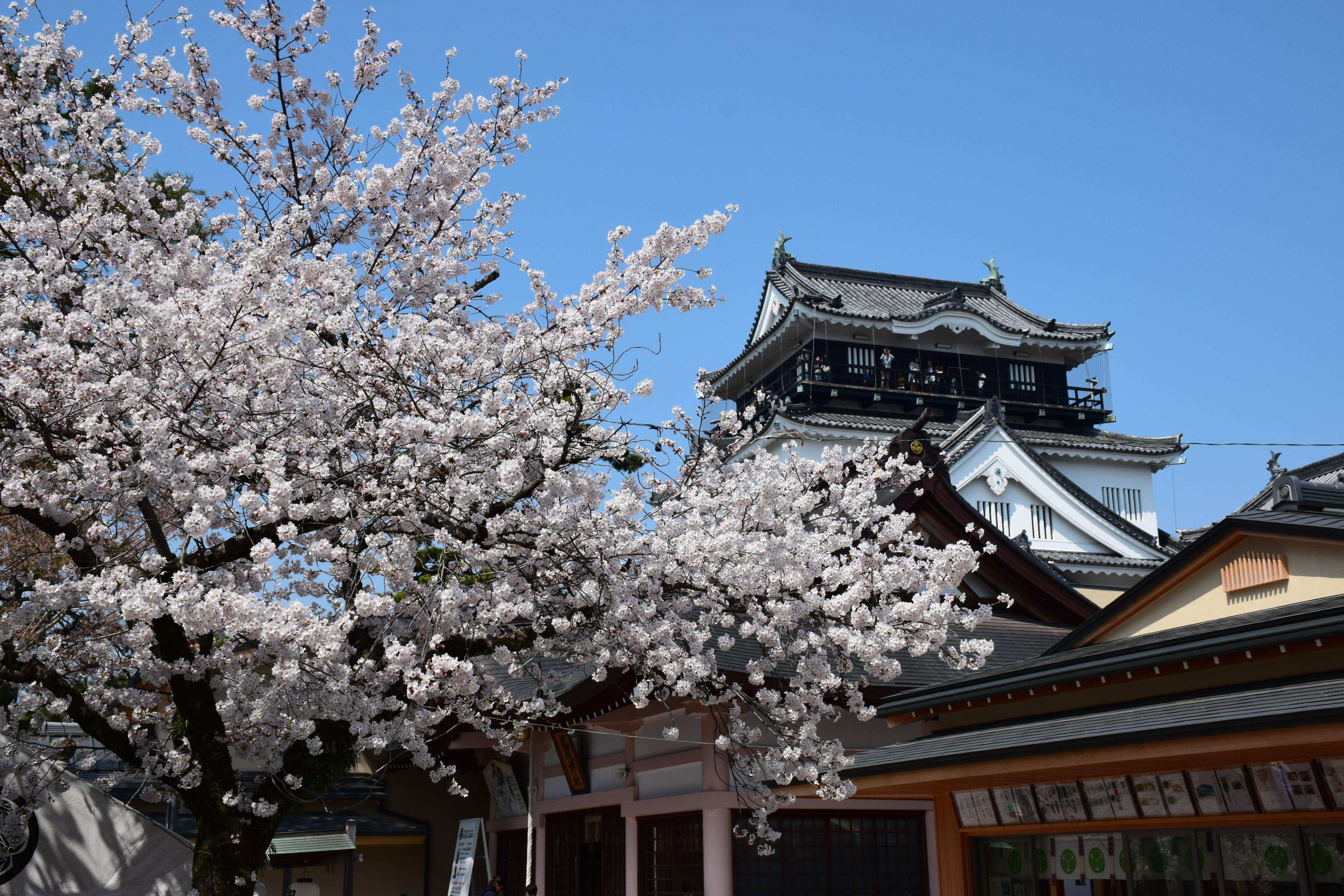
오카자키성

이에야스는 1543년 1월 31일 (화력(和暦) 덴분天文 11년 12월 26일) 미카와 국 오카자키 성에서 태어났다. 아명은 마쓰다이라 다케치요(松平竹千代)로, 아버지는 마쓰다이라 히로타다(松平広忠)이며 어머니는 가리야 성의 성주인 미즈노 다다마사(水野忠政)의 딸 오다이노가타(於大の方)이다. 이에야스가 태어났을 때에는 각각 열일곱 살과 열다섯 살의 젊은 나이였다. 당시 미카와 국의 마쓰다이라 씨는 히로타다의 아버지 마쓰다이라 기요야스(松平清康)가 살해당한 모리야마의 변 사건이 발생한 후 세력이 크게 쇠퇴하여 스루가 국의 이마가와 요시모토에게 원조를 받고 있었기 때문에 마쓰다이라 씨가 지배하던 미카와 국 동부는 이마가와 씨가 지배하고 있었고, 서부는 오와리 국의 오다 노부히데가 계속 노리던 상황이었다.
이에야스는 태어난 지 2년 만에 어머니와 헤어졌다. 1544년 외조부 미즈노 다다마사가 세상을 떠나고 뒤를 이은 외삼촌 미즈노 노부모토(水野信元)가 친(親)오다 정책을 유지하면서 가신의 탄핵으로 히로타다가 그 배우자 오다이를 친정으로 돌려보낸 것이다. 1548년에는 히로타다의 숙부인 마쓰다이라 노부타카가 오다 씨와 내통하던 사카이 다다히사 등 중신들과 손잡고 히로타다를 오카자키 성에서 몰아내려는 모반을 일으켰고 오다는 미카와 국을 더욱 빈번하게 침략하기 시작하였다. 히로타다는 이마가와에 군사적 원조를 요청하였고 당주 이마가와 요시모토는 당시 여섯 살이던 이에야스를 슨푸(駿府)에 인질로 보낼 것을 요구하였는데 히로타다는 가신들의 반대에도 불구하고 이를 수용하였다. 그러자 이 소식을 접한 오다 노부히데는 아쓰미 반도에 위치한 다하라 성주이자 이에야스의 의붓 외조부 인 도다 야스미쓰(戸田康光)를 이용하여 슨푸로 향하던 이에야스를 오와리 국 아쓰타(熱田)로 납치하였으며, 그 대가로 1,000간몬을 주었다. 노부히데는 이에야스를 인질로 삼아 히로타다에게 항복할 것을 요구하였는데, 히로타다는 강경하게 거절하였다.
강경한 태도를 들은 이마가와 씨는 마쓰다이라씨에 지원을 약속하였고, 노부히데도 이에야스를 죽이지 않고 아쓰타 신궁에 있던 이에야스를 나고야(名古屋) 반쇼지(万松寺)에 가두었다. 이후 이에야스는 오와리 국에서 2년 동안 인질 생활을 했는데, 오다 씨의 대접은 의외로 관대했다고 한다. 한편 미카와 국에서는 히로타다가 1549년 가신에 의해 살해당하고, 마쓰다이라 씨가 오다 씨와 손잡을 것을 우려한 이마가와 씨가 대관을 보내 마쓰다이라 씨와 그 가신들의 영지를 전부 몰수하고, 가신들의 처자를 인질로 잡아 스루가로 보내는 일이 발생하였다. 또한 이마가와 씨는 같은 해 참모인 다이겐 셋사이의 헌책에 따라 안쇼 성을 공략하여 성주 오다 노부히로(織田信広)와 이에야스를 교환하였지만, 이에야스를 오카자키가 아닌 슨푸로 호송하였다. 이에야스는 슨푸의 다카쇼(鷹匠) 부근에서 8세부터 19세까지 인질로서 생활하였다. 그 동안 그는 오다이의 어머니로 비구니가 된 겐오니(源応尼)에게 양육되었으며, 셋사이를 스승으로 섬기며 6년 간 학문과 병법을 배웠다.

### 센고쿠戰國 시대
1556년, 15세가 된 이에야스는 관례를 올림과 동시에 관례의 후견인이었던 이마가와 요시모토의 이름에서 한 글자를 받은 마쓰다이라 지로사부로 모토노부(松平次郎三郎元信)라 불리게 되었다. 이를 계기로 이에야스는 법요식(法要式)의 명분으로 고국인 미카와 국으로 들어갔는데, 당시 미카와 국은 이마가와의 성주 대리와 장병들에 의해 가혹한 수탈을 당하고 있었다. 또한 이에야스의 가신과 장병들은 이마가와 씨의 전투에서 최전방에 강제로 나섬에도 충분한 보상을 받지 못하는 등 홀대를 받고 있었다. 이에야스는 이마가와 씨의 감시 하에 오카자키 성에서 미카와 무사들과의 대면을 가졌고, 이를 계기로 히로타다의 옛 부하였던 도리이 다다요시는 필요할 때 사용하라며 자택에 숨겨두었던 쌀과 엽전 다발을 이에야스에게 주었다. 16세가 된 이에야스의 결혼 상대는 이마가와 씨의 가신 중 한 명인 세키구치 지카나가의 딸로, 요시모토의 조카이기도 했던 쓰루히메(후의 쓰키야마도노)였다. 이 결혼은 혼인 관계를 통해 이에야스가 충성을 맹세하도록 하기 위한 이마가와 요시모토의 계획이었다.
이에야스의 생애 첫 출전은 결혼한 이듬해였던 1558년 2월 5일에 있었다. 그의 임무는 오다 노부나가(織田信長) 측으로 넘어간 스즈키 시게타쓰(鈴木重辰)가 다스리고 있던 미카와 국 서부의 데라베 성을 공략하는 것이었다. 이에야스는 방화 작전으로 데라베 전투에서 승리를 거두었으며, 히로세 성, 고로모 성, 이호 성에서도 같은 방화 전법으로 오다 군에 큰 타격을 입혔고, 오다카 전투에서는 밤을 틈타 군량미를 전달하기 위해 기습 작전을 벌이기도 하였다. 이마가와 요시모토는 이에야스에게 자신이 애지중지하던 칼을 내리고, 야마나카의 땅을 봉토로 주었다. 또한 승전의 공으로서 이에야스는 개명을 요청하여, 자신의 할아버지인 마쓰다이라 기요야스의 이름에서 한 글자를 따 모토야스로 이름을 바꾸었다. 1560년, 이에야스의 계속된 승리로 자신감에 도취된 이마가와 요시모토는 25,000여 명의 대군을 이끌고 오다 씨의 본거지인 기요스 성을 포위하였으나, 곧 휴식을 위하여 오케하자마 산으로 옮기는 빈틈을 보였고, 결국 오다 군의 기습을 당한 이마가와 요시모토는 전투 중 모리 요시카쓰에게 죽음을 당했다. 한편 이마가와의 사망 소식을 접한 이에야스는 이마가와 군 중 가장 뒤늦게 적지를 탈출했지만, 노부나가의 추격을 받지는 않았다. 그리고 오카자키에 들어온 후에도 성에 들어가지 않고 한동안 다이주 사(大樹寺)에 머물러있다가, 5월 23일 오카자키 성의 조다이였던 미우라 고즈케노스케가 슨푸로 돌아간 후 오카자키 성으로 입성함으로써 인질의 신분에서 해방되었다.
그 후 몇 년 간 이에야스는 독립을 선언하지 않고 신중을 기하며, 이마가와 씨의 의심을 피하기 위해 오와리 국에 비해 상대적으로 오다 씨의 관심이 소홀했던 미카와 국 서부의 오다 씨 성채들을 자주 공격하였다. 이처럼 이에야스는 혼다 다다카쓰, 이시카와 가즈마사, 고리키 기요나가, 사카이 다다쓰구, 사카키바라 야스마사 등을 앞세워 마쓰다이라 씨의 확장에 몰두하다가, 1561년 이마가와 씨를 배신하였다. 한편 노부나가는 미노 국의 사이토 요시다쓰와의 전쟁을 앞두고 미즈노 노부모토에게 이에야스 측과의 교섭을 의뢰했고, 미즈노의 중재 하에 이에야스는 1562년 기요스 성에서 비밀리에 오다 노부나가와 기요스 동맹을 결성하였다. 기요스 동맹은 혼노지의 변으로 오다 노부나가가 죽을 때까지 계속 유지되었다. 이에야스가 오다 씨와 비밀 동맹을 결성한 것을 알아챈 이미가와 씨의 계승자 이마가와 우지자네는 이에야스를 소환하려 했으나, 이에야스가 병을 핑계로 오려 하지 않자 분노하여 미카와 중신들의 처자를 기둥에 세우고 창으로 찔러 죽이는 책형(磔刑)이라는 가혹한 방법으로 처형하였다. 그러나 이에야스의 정실 쓰키야마도노는 이마가와 씨의 중요한 일족이었기 때문에 그녀와 자식들은 죽이지 못했다. 그러자 이에야스는 마쓰이 다다쓰구 등에게 명해 니시고리 성을 공격해 이마가와의 측근으로 요시모토의 처남이었던 우도노 나가테루의 두 아들들을 인질로 잡아, 우도노를 슨푸에 잡혀 있는 이에야스의 가족과 교환하였다. 그리고 이듬해 이에야스는 장남의 이름을 노부나가의 이름에서 딴 노부야스라 칭하고, 노부나가의 딸 도쿠히메와 정략 약혼을 했으며, 7월에는 모토야스라는 이름을 이에야스(家康)로 바꾸어 이마가와 씨와의 관계를 완전히 청산하였다. 한편 조구 사, 쇼만 사, 혼쇼 사 등 3대 사찰을 중심으로 미카와의 일향종이 벼의 징수 문제로 잇키를 일으켰다. 이에야스는 사사키(佐崎)에 있는 조구 사에서 사사키성주 스가누마 사다아키에게 비축을 위한 군량미를 징수할 것을 명령하였는데, 스가누마는 군량미를 확보하기 위해 수확이 이루어지던 조구 사에서 억지로 벼를 징수해 갔고, 이에 조구 사에서는 혼쇼 사와 쇼만 사에 격문을 보내 반란을 일으켰다. 이에야스는 일향종의 잇키에 대해 강경한 태도를 취했는데, 이 때문에 이에야스의 가신 중 사카이 다다나오, 기라 요시아키, 아라카와 요시히로, 하치야 한노조 등, 일향종을 따르는 이들이 대부분 적으로 돌아서 잇키에 가담하는 일이 발생하였다. 이 때 이에야스는 조총탄을 두 발이나 맞았으나 갑옷 덕분에 가까스로 목숨을 구할 수 있었다. 잇키는 1563년 2월 이에야스가 주동자 시쓰다 사쿠주로를 죽이고, 주동자를 추방한 다음 가담한 가신들을 용서함으로써 끝났는데, 이후 이에야스는 미카와 국 내의 일향종 사원을 전부 부수는 강경한 조치를 취했다.
미카와 국을 통일한 이에야스는 내정을 어느 정도 정비한 후 마침내 이마가와 씨의 본거지를 치기로 했다. 이에야스는 사카이 다다쓰구에게 명하여, 미카와 국 동부에 있는 이마가와 씨의 최대 거점인 요시다 성을 공략하여 점령하도록 했다. 그 직후에는 혼다 히로타카가 다하라 성을 점령하며 미카와 국 동부에서 이마가와 씨를 완전히 몰아내 미카와 국을 통일하였다. 이와 동시에 이에야스는 이시카와 이에나리와 사카이 다다쓰구를 가로(家老)로 임명함과 동시에 각각 미카와 국의 서부와 동부의 지배를 맡겼다. 또한 혼다 시게쓰구, 고리키 기요나가, 아마노 야스카게를 부교(奉行)로 임명하였다. 통치 체제를 정비한 후 이에야스는 다시 이마가와 씨의 영지인 도토미 국을 공격하려 했다. 그러나, 도토미 공략은 오다 노부나가 - 가이 국의 다케다 신겐(武田信玄) - 이마가와 우지자네 간의 복잡한 동맹 관계로 인하여 주춤하였다. 그 동안 이에야스는 1566년 칙허에 따라 성씨를 세이와 겐지 계통의 도쿠가와로 바꾸었다. 이듬해 정월에는 종5품 미카와노카미三河守 관직을 받았다. 또한 다케다 신겐의 동맹 파기를 이용해, 이에야스는 신겐과 이마가와 씨의 영지를 두고 오이 강을 경계로 분할한다는 이른바 가와기리의 약정을 맺어 동맹을 결성하였다. 다케다 신겐은 협정에 따라 1568년 12월 슨푸 성을 점령하고, 엔슈(遠州)를 공격하고 이에야스는 이듬해 히쿠마(引馬)를 점령하고 신겐의 배신에 따라 본성을 오카자키에서 히쿠마로 옮겨, 하마마쓰 성이라 명명하였다. 또한 가케가와 성까지 이마가와 우지자네를 추적하여 그를 처가가 있는 이즈 국으로 낙향시켜 사실상 이마가와 씨를 멸망시키며 도토미와 미카와의 전역을 확보한다. 한편 1568년 이에야스의 동맹 세력인 오다 노부나가는 교토가 있는 야마시로 국에서 가장 인접한 야마토 국을 획득하고, 무로마치 막부의 쇼군으로 아시카가 요시아키를 옹립하여 교토로 입성해 최대 세력으로 성장하였다. 1570년 노부나가가 에치젠 국과 오미 국을 공격할 때 이에야스도 참가하였는데, 갑작스럽게 퇴각하는 과정에서 도요토미 히데요시와 함께 작전을 수행하기도 하였다. 노부나가는 같은 해 6월에 다시 오미와 에치젠을 공격하였는데, 이 때를 틈탄 다케다 신겐의 교토 침공 시도를 막기 위해 이에야스는 하마마쓰로 다시 진군, 아자이 나가마사·아사쿠라 요시카게와의 아네가와 전투, 신겐과의 미카타가하라와 나가시노 전투를 거치며 입지를 크게 넓혀갔다. 비록 이 과정에서 쓰키야마도노와 아들 노부야스를 잃는 슬픔을 겪었지만 이에야스는 1580년 간토의 호조 씨와 다케다 씨 간의 동맹 관계 파기를 이용하여 도토미 국 동부를 점령하였다.
이에야스가 정실 쓰키야마와 장남 노부야쓰를 잃게 된 것은 오다 노부나가의 자결 요구에 따른 것이었다. 이에야스는 노부나가의 딸로서 그  며느리인 도쿠히메와, 그가 한 때 인질로 지냈던 이마가와의 조카로서 그  정실인 쓰키야마 간의 고부갈등으로 오다 노부나가와의 관계가 좋지 않았는데, 그 고부갈등은 자연스런 것으로, 이마가와 가문의 공주인 쓰키야마에게 있어 도쿠히메는 자신의 삼촌인 이마가와 요시모토를 죽인 오다 노부나가의 딸이었던 것이다. 게다가 이에야스와 쓰키야마의 결혼 당시와는 달리 이제는 이에야스가 이마가와의 영향력에서 벗어난 지  오래 되어 쓰키야마는 이에야스 가문 내에서 배경이 없었던 반면 도쿠히메는 당시 기세등등한 오다 노부나가의 딸이므로 그 두 여인들의 싸움에서 쓰키야마가 밀릴 수밖에 없었던 것이다. 결국 노부나가가 그와 이에야스에게 적대적이었던 가이 국의 다케다 가쓰요리와의 내통과 모반을 이유로 내세워 그 사위이자 이에야스의 아들인 노부야스와 그 어머니 쓰키야마에게 자결을 요구했는데, 이에야스는 오다 노부나가의 요구를 거절할 경우 노부나가의 공격으로 영지의 존망 위기를 맞을 수 있어 이에 따를 수밖에 없었고, 따라서 쓰키야마와 노부야스는 자결했다(1579). 다만, 이는 이에야스 가문 안의 하마마쓰 파(이에야스 파)와 오카자키 파(노부야스 파)간의 대립의 산물로 보는 시각 또는 단순한 부자 간의 갈등으로 보는 시각도 있는데, 진상은 확실하지 않다.
이에야스는 신겐의 뒤를 이은 다케다 가쓰요리가 미노 국일대를 점령하자, 1582년 호조 씨를 포섭하여 오다, 도쿠가와, 호조가 동시에 가이 국을 공격하여 4월 다케다 씨를 멸망시켰다. 그리고 같은 해 이에야스는 스루가, 도토미, 미카와 등 세 개의 구니를 장악했다.

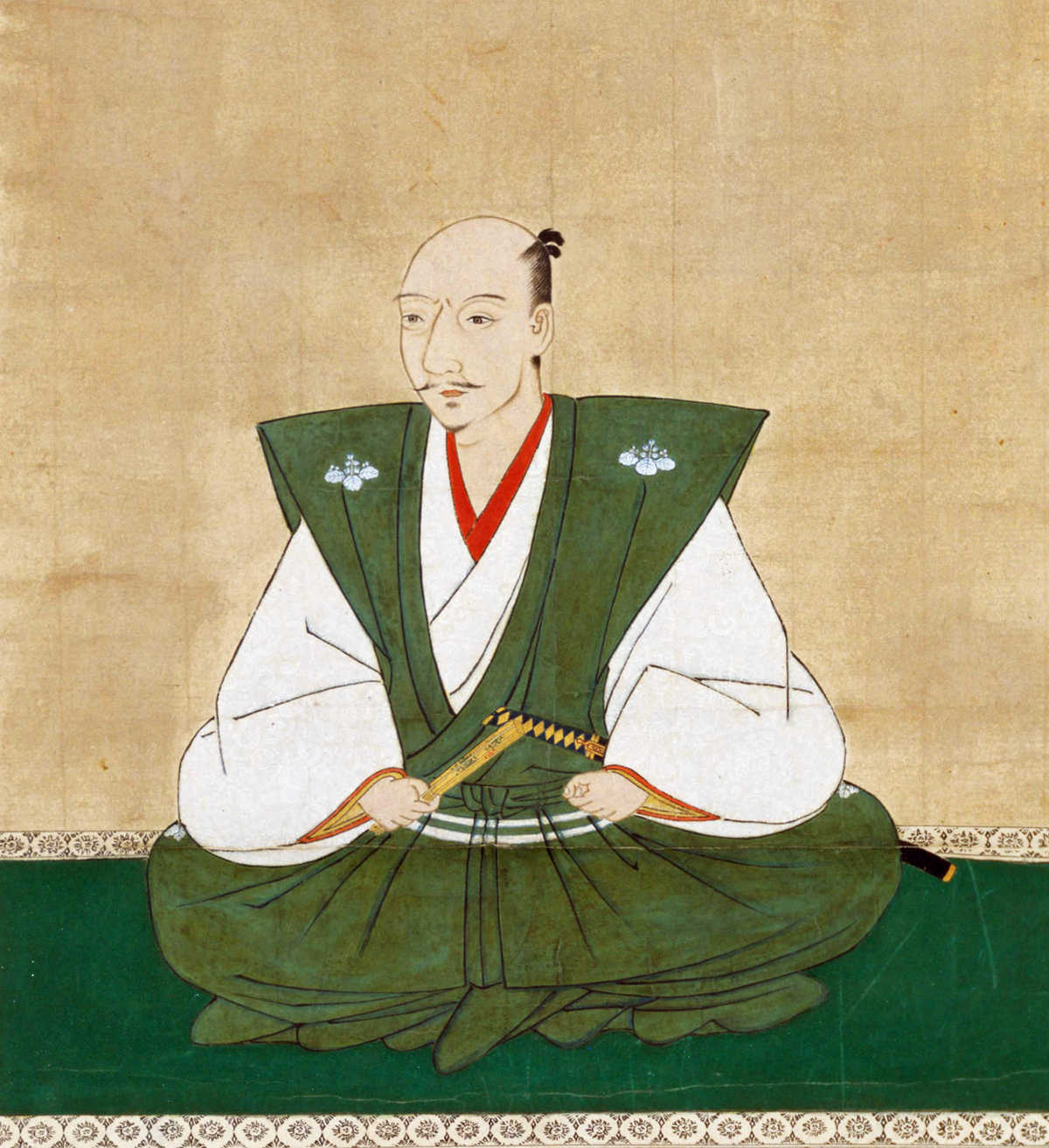
오다 노부나가

6월, 오다 노부나가와 장남 오다 노부타다가 노부나가의 부하인 아케치 미쓰히데의 배반으로 궁지에 몰려 할복하는 혼노지本能寺의 변이 발생하면서 오다 노부나가와 같이 초청받았던 이에야스가 서둘러 미카와 국으로 탈출하는 과정에서 이가 국 닌자 출신인 핫토리 한조와 교토의 대상인大商人인 자야 시로지로의 도움을 받았다. 자야 시로지로는 이에야스에게 혼노지의 변을 처음으로 알렸고, 핫토리는 고카(甲賀)의 다라오 등 다른 닌자들과 힘을 합쳐 이에야스를 이세 국의 시로코 해변까지 경호하였다. 오다 사후 이에야스는 아케치 미쓰히데를 제거하여 정통성을 확보하려고 했으나 도요토미 히데요시가 선수를 쳐 오사카 부근의 야마자키(山崎)에서 아케치를 죽이자 단념하고 철수하였다.

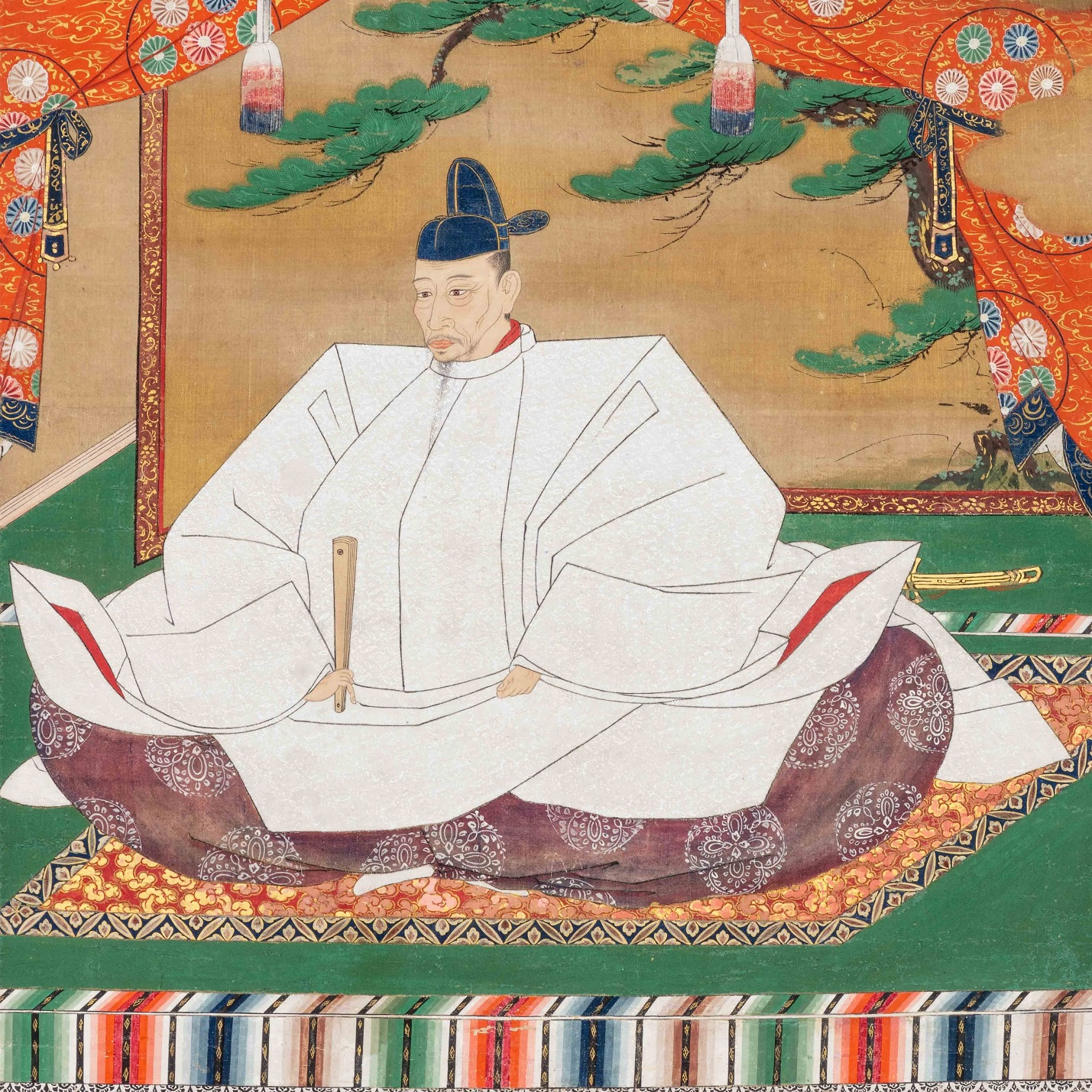
도요토미 히데요시

한편 히데요시는 아케치를 죽인 후 기요스에서 두 살의 오다 가문의 적손인 산포시(三法師)를 앞세우며 사실상 오다의 세력을 계승하였다. 산포시의 계승에 불만을 품은 시바타 가쓰이에는 히데요시가 또다른 오다씨의 계승 경쟁자였던 오다 노부타카를 몰아내자 이에 반기를 들어 히데요시와 시즈가타케 전투를 벌이게 되었다. 시바타 세력이 괴멸되자, 이에야스는 남은 반 히데요시 세력인 노부나가의 차남인 오다 노부카쓰와 손잡았다.

### 히데요시와의 대립

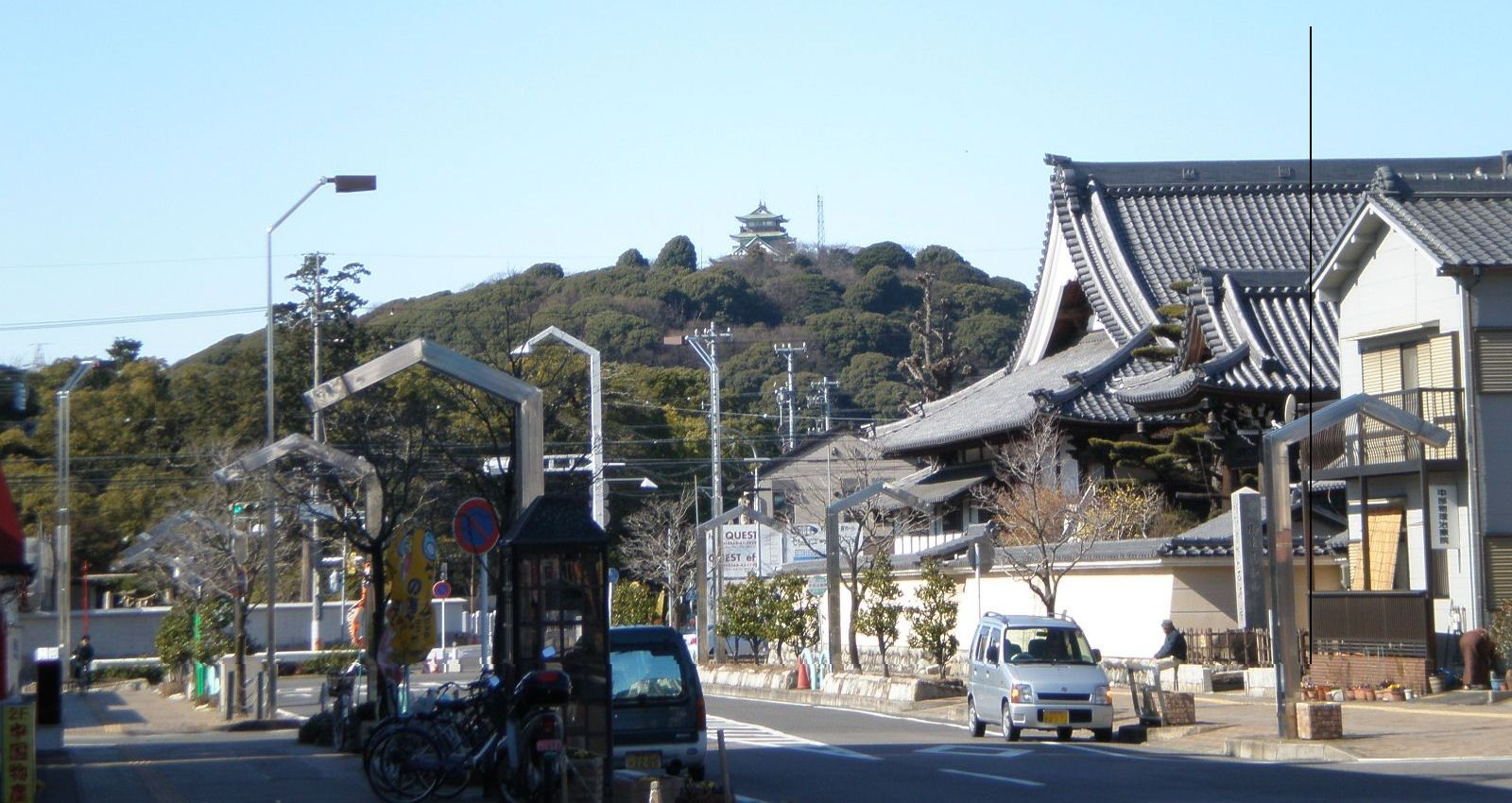
고마키·나가쿠테 전투가 벌어진 고마키 산 (아이치현 고마키시 소재)

시즈가타케 전투 후 히데요시는 이에야스를 회유할 목적으로 조정을 통해 그에게 정4품 하계 좌근위권중장(左近衛權中將) 벼슬을 제수했는데, 이는 종5품 하계였던 히데요시보다 더 높은 직위였고, 노부카쓰와는 같은 직위였다. 하지만 이에야스는 이를 거부했고, 히데요시가 종3품인 참의(參議)로 이에야스를 천거하자 오히려 화를 냈다. 그러자 히데요시는 노부카쓰의 유능한 세 중신에 대한 모략을 퍼뜨려, 노부카쓰가 중신들을 죽이게 하였으며, 이어서 히데요시가 노부카쓰를 공격할 준비를 하고 있다는 소문을 퍼뜨려 노부카쓰 진영을 동요하게 하였다. 노부카쓰가 이에야스에게 구원을 요청하자, 1584년 3월 이에야스는 오다 측으로 전쟁에 참전하였다. 이에야스는 출전에 앞서, 아키국의 모리 데루모토, 시코쿠의 조소카베 모토치카, 엣추국의 삿사 나리마사(佐々成政) 등과 동맹을 맺어 히데요시의 배후를 교란하게 하도록 미리 약속을 해두었고, 히데요시도 이에 맞서 시코쿠의 센고쿠 히데히사, 히젠국의 우키타 히데이에, 가가국의 마에다 도시이에를 각각 모리, 조소카베, 삿사와 맞서게 하는 등 철저하게 대비하였다. 이에야스는 같은 시기 미노국 오가키(大垣)의 이케다 쓰네오키(池田恒興)가 사위 모리 나가요시(森長可)와 더불어 이누야마성을 점령했다는 소식을 접하고 고마키 산에 진을 친 후 하구로에서 모리 나가요시 군대를 격파하였다. 그러자 히데요시는 3만의 대군을 이끌고 고마키 산 북쪽의 가쿠덴(楽田)에 진을 치고, 이에야스와 오다 노부카쓰의 연합군과 장기적으로 대치하였다. 같은 해 4월 9일 이에야스의 선제 기습으로 나가쿠테에서 히데요시의 선봉대가 궤멸당하자 다시 전투는 장기 지구전으로 바뀌었고, 11월에 히데요시가 오다 노부카쓰와 강화를 맺음으로써 이에야스가 계속 싸울 명분이 사라지자 차남 오기마루를 히데요시에게 인질로 보내 강화를 맺었다. 그리고 강화 이후의 냉전 과정에서 전부터 히데요시와의 우호 관계를 건의해 오던 중신 이시카와 가즈마사가 히데요시의 설득을 받아 히데요시 측으로 출분하면서 이에야스는 히데요시의 여동생 아사히히메 와의 정략 결혼을 거쳐 1586년 히데요시에게 형식적으로 신하의 예를 갖추고, 복종을 맹세하였다.
신종 이후 이에야스는 히데요시가 시코쿠와 규슈를 정벌하는 동안 의심을 받지 않기 위해 거처를 하마마쓰에서 슨푸로 옮겼다. 이에 앞서 1585년 이에야스는 슨푸에 성을 쌓는 공사를 시작했었다. 1590년, 시코쿠와 규슈를 완전히 평정한 히데요시는 천하 통일의 야망을 완수하기 위해, 간핫슈(関八州)·오우(奥羽)를 공격하기에 앞서 이에야스와 함께 오다와라(小田原)의 고호조(後北條)에게 신종을 요구하였다. 그러나 호조는 히데요시에게 무리한 조건을 내세우고 군비를 증강하며, 히데요시의 가신 사나다 마사유키의 성을 점령하는 등 계속 히데요시를 자극하였다. 그러자 히데요시는 20만여명의 군대를 이끌고 오다와라로 출격하였으며, 이에야스는 2만 8,000여명의 선발대를 이끌며 가장 먼저 오다와라로 진격하였다. 호조는 오다와라성 안에서 계속 농성전을 벌였는데, 오히려 히데요시는 오다와라 주변의 보급로와 연락망을 봉쇄하는 고사작전을 통해 호조를 압박하였다. 또 호조가 히데요시의 군대에 대한 대책을 강구하던 중에 "아무리 논의해도 결론이 나지 않는 토론"을 일컫는 오다와라 평정(일본어: 小田原評定 오다와라효조[*])이라는 말이 생겨났다. 마침내 7월 5일, 히데요시는 오다와라 성을 함락시켜 간토를 손에 넣고, 오우의 아이즈(会津)까지 점령해 오우 지역의 다이묘를 복종시켜, 100여년의 센고쿠 시대를 종식시키고 천하 통일을 완수하였다.

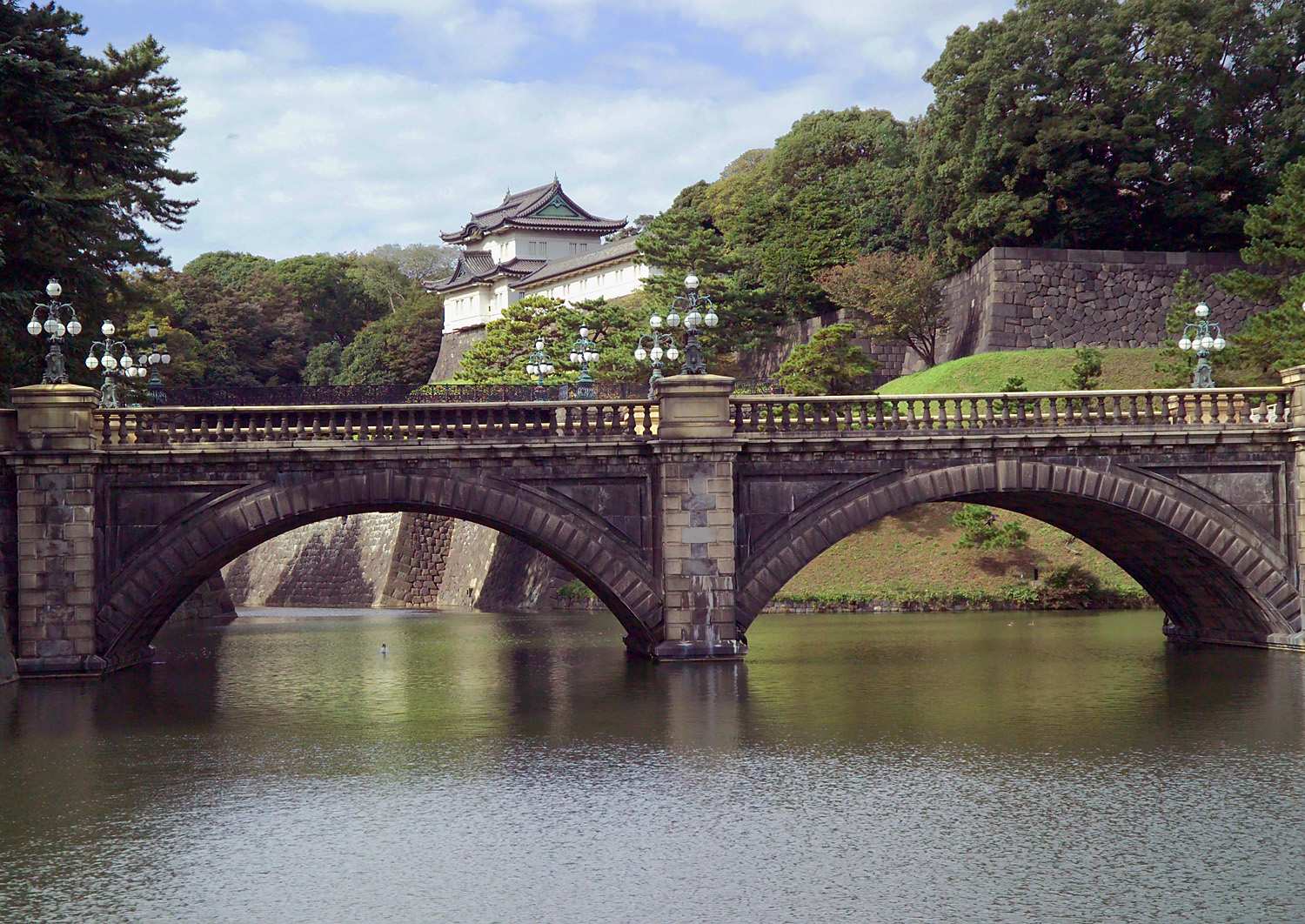
지금의 고쿄인 에도 성의 이중교와 후시미 망루

통일 이후 히데요시는 이에야스를 교토에서 최대한 떨어뜨리기 위해 오다와라성에서 이에야스에게 선약했던 대로 도카이도의 5개 국을 거두어들이는 대신 간핫슈 지역과 이즈(伊豆)를 내렸다. 그리하여 대신들의 반대에도 불구하고 논공행상의 결과를 받아들인 이에야스는, 오다와라나 가마쿠라가 아닌, 간토의 중앙부에 위치해 있던 호조의 일개 출장소 에도(江戸)로 명절인 핫사쿠(八朔)였던 1590년 8월 1일 입성하였다. 에도로 입성하면서 이에야스는 불안감을 느끼던 백성들에게 좋은 인상을 주겠다며 에도 성에 입성할 때 자신을 포함한 모두가 히토에(単衣)를 입게 하였다. 또한 입성 닷새 후 주민 모두에게 쌀을 무상으로 배급하였다. 입성 이후, 이에야스는 녹봉 배치를 제일 먼저 시작하였다. 우선 아직 자신에게 적대적인 다이묘들을 견제하기 위해서 최측근인 도쿠가와 사천왕에게 외곽 지역의 10만여석 이상의 땅을 주었고, 그 내부에도 미카와 시절부터 가신으로 일해 온 후다이 다이묘를 배치하여 이중 방어선을 구축하였다. 또한 호조와 다케다의 유신(遺臣), 지역 토호들에게는 무리한 압력을 피하고 일정한 그들의 지위를 인정해주었다. 또한 자신의 직할지 1백여만석에는 호조, 다케다, 이마가와의 유신들에게 다이칸(代官)이란 지방관직을 주어 행정을 관리하도록 하여 불만을 무마시켰다. 그리고 이 다이칸들을 지휘하는 다이칸카시라(代官頭)에는 이나 다다쓰구, 오쿠보 나가야스 등의 기술·행정 전문가들이 등용되었다. 이러한 효율적 제도와 다른 지역과 산으로 격리된 간토의 지리적 특성이 맞물려 간토를 지배하던 이에야스는 큰 세력으로 성장할 수 있었는데, 이를 두고 나중에 "이에야스는 후퇴하여 제국을 건설했다"는 속담이나 "모든 길은 에도로 통한다"는 말이 생기기도 했다. 에도 건설 이후, 이에야스는 히데요시와 다른 지방의 다이묘들 중간에 서서 중재자 역할을 수행했다. 1590년 이에야스는 히데요시와 오슈의 다테 마사무네(伊達政宗) 간의 화해를 주선하여 성공시켰고, 다테와 충돌하던 가모 우지사토(蒲生氏郷)가 다테가 오슈 각지의 토호들과 내통하고 있다고 보고하자 이에야스는 다테에게 서신을 보내 토호들을 진압하도록 하기도 하였다. 그 밖에 후쿠시마 마사노리(福島正則)와 가토 기요마사(加藤清正), 구로다 나가마사, 아사노 나가마사, 고바야카와 히데아키 등의 징계에서도 그들을 변호하여 신망을 얻었다.

#### 임진왜란
1592년 히데요시는 명나라와 인도 정복이라는 자신의 야망을 완수하기 앞서, 조선을 침략하기 위해 준비를 갖추며 각지의 다이묘들에게 히젠국에 새로 축조해 놓은 나고야성(名護屋城)으로 출진할 것을 명령하고 나고야 성을 조선 침략의 전초 기지로 삼았다. 이에야스도 동원령을 받아 1592년 병력을 이끌고 나고야 성으로 출진하였지만, 히데요시는 이에야스에게 출병 명령을 내리지 않았다. 이에야스가 일본에 계속 머무르는 동안 두 차례 출병했던 일본군은 후반으로 갈 수록 고전을 면치 못했을 뿐만 아니라, 앞장섰던 다이묘들은 엄청난 비용과 군사를 잃어버리고 말았다. 이 와중에 이에야스는 일본 내부의 세력 판도가 조선을 침략하는 데 앞장선 후쿠시마 마사노리, 가토 기요마사를 중심으로 한 무장 다이묘 출신의 무공파와 일본군의 점령지에서 행정사무를 맡던 고니시 유키나가 등과 이시다 미쓰나리를 중심으로 한 행정관 출신의 문관파로 나뉘자, 무공파의 편을 들며 인망을 모으고 있었다. 1598년 히데요시는 죽음을 앞두고, 어린 아들인 도요토미 히데요리를 보좌할 다섯 다이로와 다섯 부교를 뽑아 정책을 결정하도록 하였는데, 이에야스는 마에다 도시이에, 모리 데루모토, 우에스기 가게카쓰, 우키타 히데이에와 더불어 다섯 다이로로 뽑혔고, 집행 기관인 다섯 부교에는 문관파인 이시다 미쓰나리, 아사노 나가마사, 마에다 겐이, 나쓰카 마사이에, 마시타 나가모리가 뽑혔다. 또한 이에야스와 도시이에는 각각 후시미에서의 정사 담당과 오사카에서의 히데요리 보좌라는 중대한 임무가 더 맡겨졌다.

### 권력 쟁탈전
| “ | 이슬처럼 떨어져 이슬처럼 사라질 나의 육신이여, 나니와(難波)는 꿈이었던가. | ” |
|   | — 도요토미 히데요시                                                       |   |

1598년 8월 18일, 히데요시는 후시미성에서 이에야스를 비롯한 다섯 다이로들에게 늦게 얻은 유일한 혈육인 도요토미 히데요리를 잘 부탁한다는 내용의 유서를 남기고 죽었다. 히데요시 사망 이후 이에야스는 히데요시가 생전에 다이묘들 간의 혼인 관계 맺기를 금지했던 것을 무시하고 여러 다이묘들과 사돈 관계를 맺으며 입지를 넓혀갔다. 그러자 같은 다이로였던 마에다 도시이에를 비롯한 나머지 다이로들과 부교들이 이에야스를 비난하면서 도요토미 가의 가신들은 이에야스를 따르는 무리와 마에다 도시이에를 따르는 무리로 나뉘게 되었지만 도시이에가 후시미 성에서 이에야스와 화해함으로써 직접적인 충돌은 피할 수 있었다. 그러나 1599년 이시다 미쓰나리(石田光成)의 든든한 후원자 역할을 해 오던 도시이에가 세상을 떠나자, 이시다 미쓰나리는 호소카와 다다오키에 집에 침입하여 호소가와 다다오키의 아내 호소카와 가라샤를 죽게 하는 등의 만행을 저지르자 이에 대한 보복으로 가토 기요마사, 후쿠시마 마사노리 등을 중심으로 한 무공파가 미쓰나리를 위협하는 일이 발생하였는데 이에야스는 후시미 성으로 도망쳐 온 미쓰나리를 그의 거성인 사와야마 성으로 무사히 보내주었다. 이시다 미쓰나리가 사와야마 성에 도착하는 대로 도쿠가와 이에야스는 무공파들을 회유하기 위해 이시다 미쓰나리의 관직을 일시적으로 파직시켰다.
한편, 아이즈로 돌아간 우에스기 가케카쓰가 새로운 성을 쌓고 모반을 준비하고 있다는 소문이 돌자 이듬해인 1600년 이에야스는 가케카쓰에게 진상을 요구하였다. 하지만 가케카쓰의 가로인 나오에 가네쓰구는 이에 대해 "각 구니의 풍습에 지나지 않는다"며 반박하였고 이에야스는 즉각 각 다이묘들에게 아이즈 정벌을 명했다. 이에야스가 여러 다이묘들을 이끌고 긴키를 출발하자, 이에 자극을 받은 미쓰나리는 반도쿠가와 파를 결집시키기 위해 사이고쿠 다이묘들에게 격문을 돌려 거병을 도모하였다. 그 결과, 모리 데루모토(毛利輝元)를 총 대장으로 하여 우키타 히데이에, 조소카베 모리치카(長宗我部盛親), 시마즈 요시히로, 고니시 유키나가, 고바야카와 히데아키, 오타니 요시쓰구 등 10만 4천여명의 병력이 결집하였다. 이렇게 결성된 서군(西軍)은 곧 이에야스의 근거지인 후시미 성을 함락시키고 미노국으로 진출하여, 8월 11일 오가키성을 점령하였다. 한편 서군이 오가키를 점령하기 전인 7월 24일 시모쓰케국 오야마(小山)에서 이미 미쓰나리의 거병 소식을 접한 이에야스는 후쿠시마 마사노리 등과 함께 동군(東君)을 결성하고, 9월 14일에 오가키 성 북쪽의 가쓰야마에 본진을 구축하였다. 또한 동군의 본대가 도카이도(東海道)를 거치는 동안 이에야스는 자신의 3남인 히데타다에게 3만 8천여명의 군대를 이끌고 나카센도를 거쳐 오도록 하였으나 히데타다의 군대는 중간에 시나노국 우에다(上田)의 사나다 마사유키와 부딪혀 고전을 면치 못하여 정작 세키가하라 전투에는 참가하지 못했다.

세키가하라 전투를 그린 병풍.

한편 동군이 9월 14일에 진을 구축하자, 서군은 오가키 성을 빠져나와 서쪽의 세키가하라로 이동하였다. 이는 동군을 세키가하라의 비좁은 분지로 유인한 다음, 한꺼번에 포위하여 섬멸하려는 작전의 일환이었다. 서군은 세키가하라에서 반월 형태의 진을 치고 동쪽에서 일렬종대로 진격해오는 동군을 일방적으로 포위해 공격하려 하였으나, 이미 이에야스는 서군쪽의 지휘체계가 이에야스 자신의 명령에 의해 일사불란하게 움직이는 동군과는 달리 통합되지 못하고 서군쪽 지휘관들이 모두 따로 움직인다는 것을 간파하고 이러한 다이묘들 중에 고바야카와 히데아키, 와키자카 야스하루, 깃카와 히로이에 등 서군의 주요 다이묘들에게 배반 또는 내통을 약속받았고, 시마즈 요시히로는 이에야스에게 적극 협조하지는 않았지만 이시다 미쓰나리에게도 반감을 가지고 있었기 때문에 서군은 제 구실을 하지 못하였다. 다음 날인 9월 15일 동군은 배신을 약속한 서군 다이묘들의 적극적인 지원과 함께 서군을 궤멸시켰으며, 미쓰나리는 이부키야마로 도주하고 군대를 움직이지 않았던 시마즈 군은 동군의 중앙을 정면 돌파해 이세국으로 탈출하였다. 이렇게 하여 일본 열도의 주도권을 두고 다툰 세키가하라 전투는 이에야스와 동군이 압승을 거두며 막을 내렸다.
세키가하라 전투 이후, 서군의 중심 역할을 하며 이에야스에게 저항했던 이시다 미쓰나리, 고니시 유키나가, 안코쿠지 에케이(安国寺恵瓊) 등은 모두 체포되어 10월 1일 교토의 로쿠조 강변에서 참수되었다. 이외 서군에 가담했던 모든 다이묘들은 가차없이 가이에키(改易) 또는 감봉(減封)을 당하였다. 하지만 예외로 시마즈 씨는 이에야스에게 동군을 정면 돌파해 퇴각한 것이 눈에 띄어, 사쓰마국과 오스미국의 60여만석을 그대로 인정받았다. 또한 사타케 씨 등 형세를 관망하던 이들도 덴포를 당하였으며, 히데요리도 셋쓰 국, 가와치 국, 이즈미 국 등 세 개 구니 65만석으로 감봉되어 일개 다이묘로 강등되었다. 대신 이에야스는 이들에게서 빼앗은 영지를 동군에 적극적으로 참가하거나 동군에 협조한 서군 장수들에게 나누어 주어, 이들을 도자마 다이묘로 임명하고 1만석 이하의 영지를 가지고 있던 하타모토들도 다이묘 대열에 합류시켰다. 또한 같은 도쿠가와·마쓰다이라 씨의 일족으로 다이묘가 된 이들도 있었다. 이처럼 이에야스는 세키가하라 전투의 승리와 사후 처리를 통해 실질적으로 권력을 장악하였다.

### 쇼군 재임

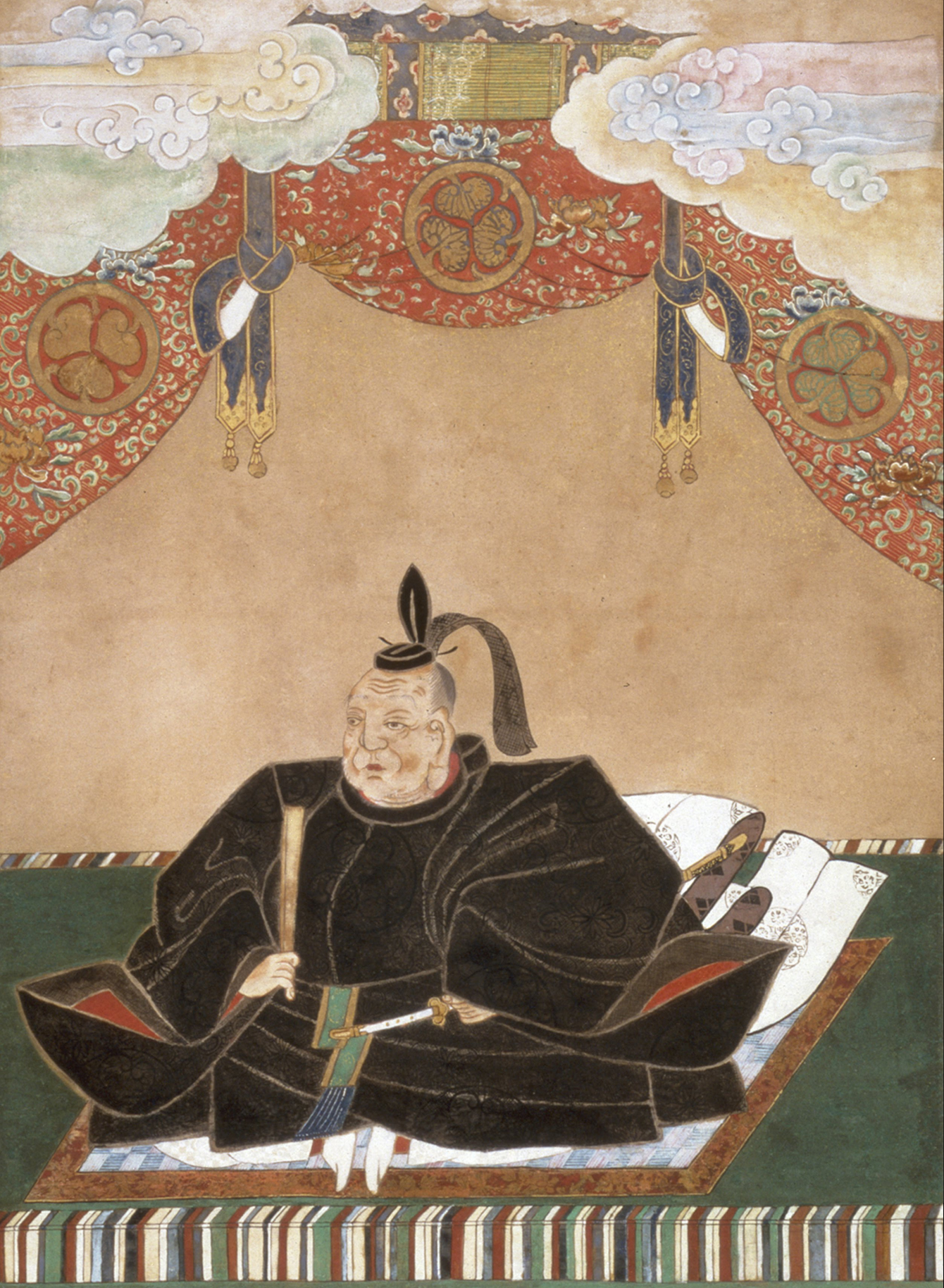
쇼군 때의 이에야스

1603년 3월 24일, 이에야스는 세이이타이쇼군에 임명되었으며, 후시미성에서 고요제이 천황의 선지(宣旨)를 받는 의식을 거행하였다. 이에야스는 무로마치 막부 이래 여러 권력자들이 교토에 본거지를 둔 것과는 달리 자신의 본거지인 에도에 막부를 개창하였다. 그 후 이에야스는 1604년부터 에도 성을 대대적으로 증축하는 작업에 착수하였다. 에도 성의 증축을 위해 이에야스는 도도 다카토라를 등용하여 설계를 맡겼고, 후쿠시마 마사노리와 가토 기요마사를 비롯한 도자마 다이묘 28개 가문에 공사를 돕도록 명령하였다. 따라서 공사를 돕도록 명령받은 도자마 다이묘들은 1,000석 당 한 사람의 인부를 제공해야만 했다. 또한 간토 평야에는 축성에 알맞은 석재가 없었기 때문에 이즈반도에서 채석한 석재를 배로 수송해야 했는데, 도자마 다이묘들이 10만석 당 100명이 들 수 있는 석재를 120개 준비하도록 하는 식으로 충당하였다. 이처럼 공사는 도자마 다이묘들의 막대한 비용 지출을 바탕으로 시작되어, 3대 쇼군인 이에미쓰가 집권하던 시기인 1636년까지 20여 차례에 걸쳐 진행되었다. 이러한 부역 부담을 통해 이에야스는 다이묘를 손쉽게 통제하였으며, 에도 성은 260년 간 도쿠가와 쇼군의 거성으로 자리매김하였다.

### 양위 이후

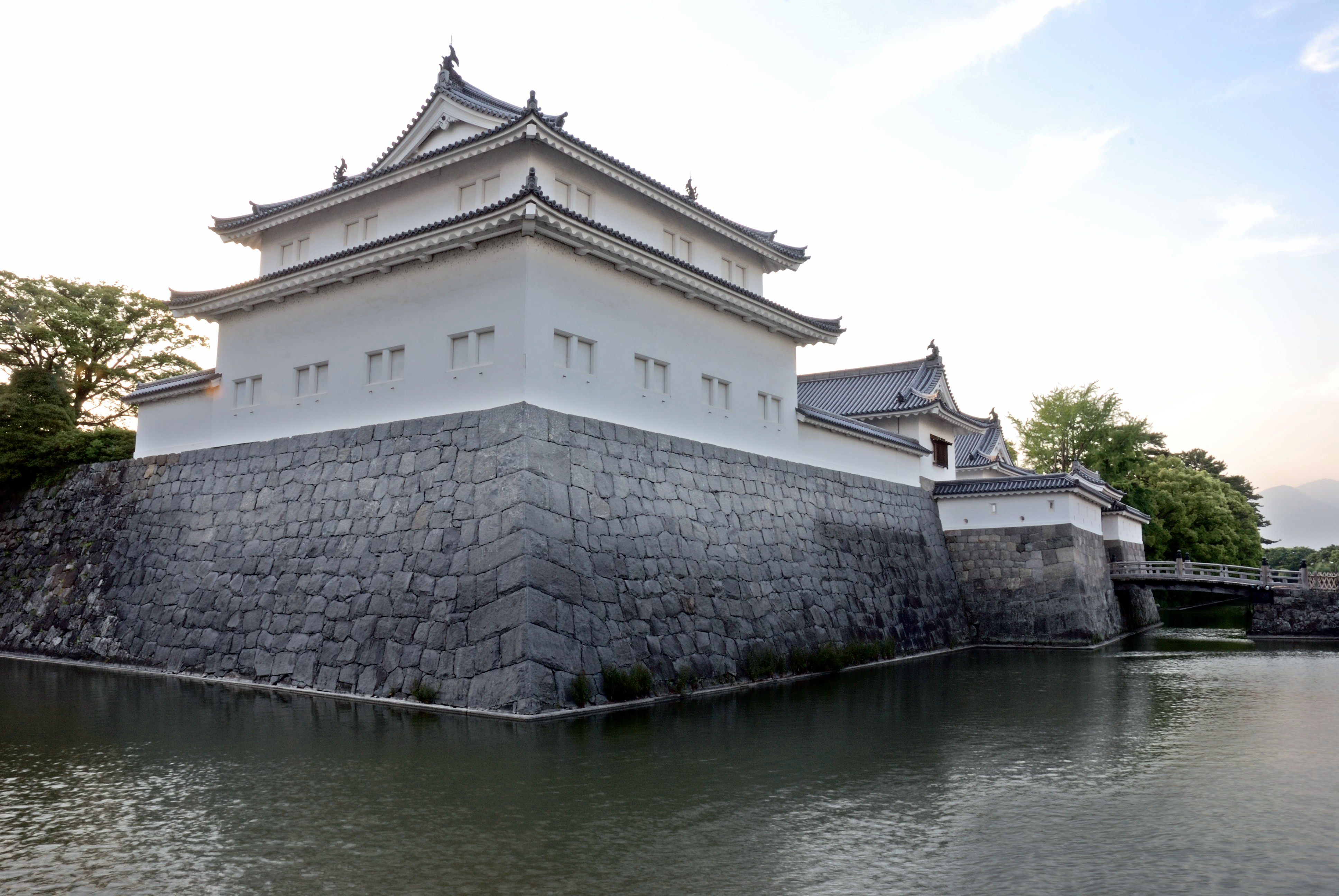
슨푸 성 다쓰미 망루

1605년, 이에야스는 도요토미 히데요리를 비롯한 도요토미 씨의 위협 세력이 남아 있는 상황에서 도쿠가와 쇼군의 형식적인 지위를 안정적으로 굳히고자 쇼군 직위를 3남 히데타다에게 계승하게 한다. 그리고 히데요시의 정실 고다이인을 보내 히데타다가 교토에 상경하였을 때 히데요리도 인사를 하도록 요구하였다. 하지만 히데요리가 요구를 강하게 거부하자 6남 마쓰다이라 다다테루를 보내 양해를 구하는 선에서 마무리지었다. 이에야스는 1607년 슨푸 성으로 들어가 명목 상으로는 은거하였지만 곧 스스로를 오고쇼(일본어: 大御所)라고 지칭하면서 에도의 히데타다와 함께 2중 정치를 이끌었다. 이에야스는 사망할 때까지 슨푸에서 9년 간 각양 각층의 측근들을 만나며 조언을 구했고, 이를 바탕으로 새로운 통치 기구들을 만들어냈다. 미카와 시절부터 이에야스에게 종사하던 원로들은 한 사람도 예외로 하지 않고 모두 은퇴해야만 했고, 대신 혼다 마사즈미, 나루세 마사나리 등과 같은 젊은 신참 다이묘와 행정 전문가, 곤치인 스덴, 하야시 라잔 같은 승려와 유학자, 자야 시로지로, 이나 다다쓰구 같은 경제 전문가와 거상(巨商), 윌리엄 애덤스 같은 외국인 등이 오고쇼 정치의 주축을 이루게 되었다. 이에야스는 슨푸 성도 에도 성처럼 대대적인 증축을 개시하고 거리를 정비해 슨푸 성은 칠중오층의 천수각을 가진 거대한 규모의 성으로 재탄생하였고, 조카마치 또한 정치, 경제, 외교의 중심지로서 대성하였다.
한편 이에야스는 비록 외국인을 적극적으로 수용하기는 하였지만, 기독교에 대해서는 강경한 탄압 정책을 전개하였다. 기독교를 금지한 명령 곧 금교령은 이미 아즈치모모야마 시대 후반에 히데요시에 의해 발표되었지만, 이에야스 대에 이르러서도 예수회를 비롯한 외국의 기독교 선교사들은 계속 찾아왔다. 처음에 이에야스는 이들을 지배 체제로 편입해 해외 무역의 확대를 도모코자 전교 활동을 묵인하였지만 일부다처제의 부인이나 할복에 대한 금지, 야훼 이외의 신들에 대한 숭배를 금지한 기독교의 특성에 따른 다신교인 신토와의 대립 등은 막부를 긴장하게 하였으며, 결국 오카모토 다이하치의 뇌물 사건 이후 도요토미 씨의 잔당 쪽에 기독교도가 많다는 것을 명분으로 삼아 선교사와 신자들을 탄압하는 정책으로 바꾸었다. 새 금교령은 1612년 3월 에도, 오사카, 교토에 발표되었고, 이듬해 12월 전국으로 확대되었다. 금교령 발표 이후 이에야스는 모든 백성들이 불교의 신도가 되도록 하였으며, 기독교를 믿고 있던 이들에게도 신토나 불교로의 개종을 강요하였는데, 이를 거부한 다카야마 우콘을 비롯한 열네 명의 신자가 마카오와 필리핀 등지로 추방되었다. 이어서 1616년에는 유럽인의 거주·무역 지역을 히라도와 나가사키의 데지마 일대로만 한정하였다. 또, 이에야스의 조정에 대한 압력도 계속되었다. 이에야스는 세키가하라 전투 이후 교토에 쇼시다이(所司代)를 설치하여 조정 및 공가의 동향을 감시하였다. 그러다 1607년 이노쿠마 노리토시의 추문 사태가 일어나자, 이에 대한 해결을 조정이 막부에 의뢰한 것을 빌미로 이에야스는 이노쿠마를 참수형에 처한 후 1613년 공가중법도를 제정하여 공가에 대한 간섭권을 확립하였다. 그리고 2년 뒤에는 더욱 엄격한 규정인 금중병공가제법도를 제정하여, 조정과 공가의 군사·정치적 권한까지 빼앗았다.

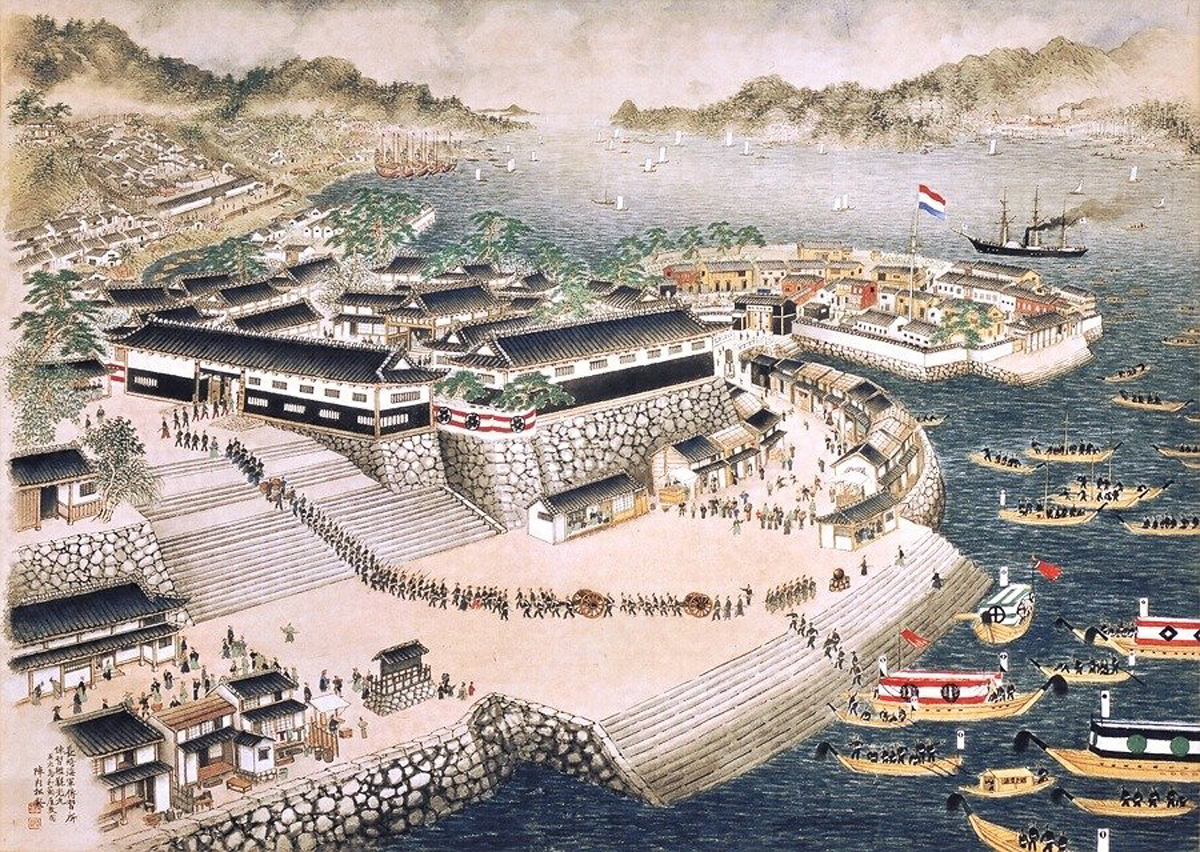
데지마 일대와 해군 훈련소 (나가사키시)

이에야스는 슨푸에 머무르면서 무장 이외에도 여러 가신들을 적극적으로 등용하였으며, 일본에 들어온 외국인들을 외교 및 무역의 고문으로서 적극 활용하였다. 1600년 네덜란드의 '데 리프데'(De Liefde)호가 규슈의 분고에 표류하였을 때, 이에야스는 데 리프데 호의 선원이었던 얀 요스틴, 윌리엄 애덤스 등을 에도로 초청하여, 외교·무역 고문으로 삼고 네덜란드, 영국과의 무역을 추진하였다. 이후 네덜란드와 영국은 1609년과 1613년에 차례대로 일본에 내항하여, 이에야스의 허가를 받은 후 히라도에 상관을 설치하였다. 또한 스페인과의 교역에도 열의를 보여 1609년 가즈사국에 표류한 루손의 전 총독 돈 로드리고를 교토의 상인 다나카 쇼스케에게 소개하여 무역 교섭을 시도하기도 하였다.

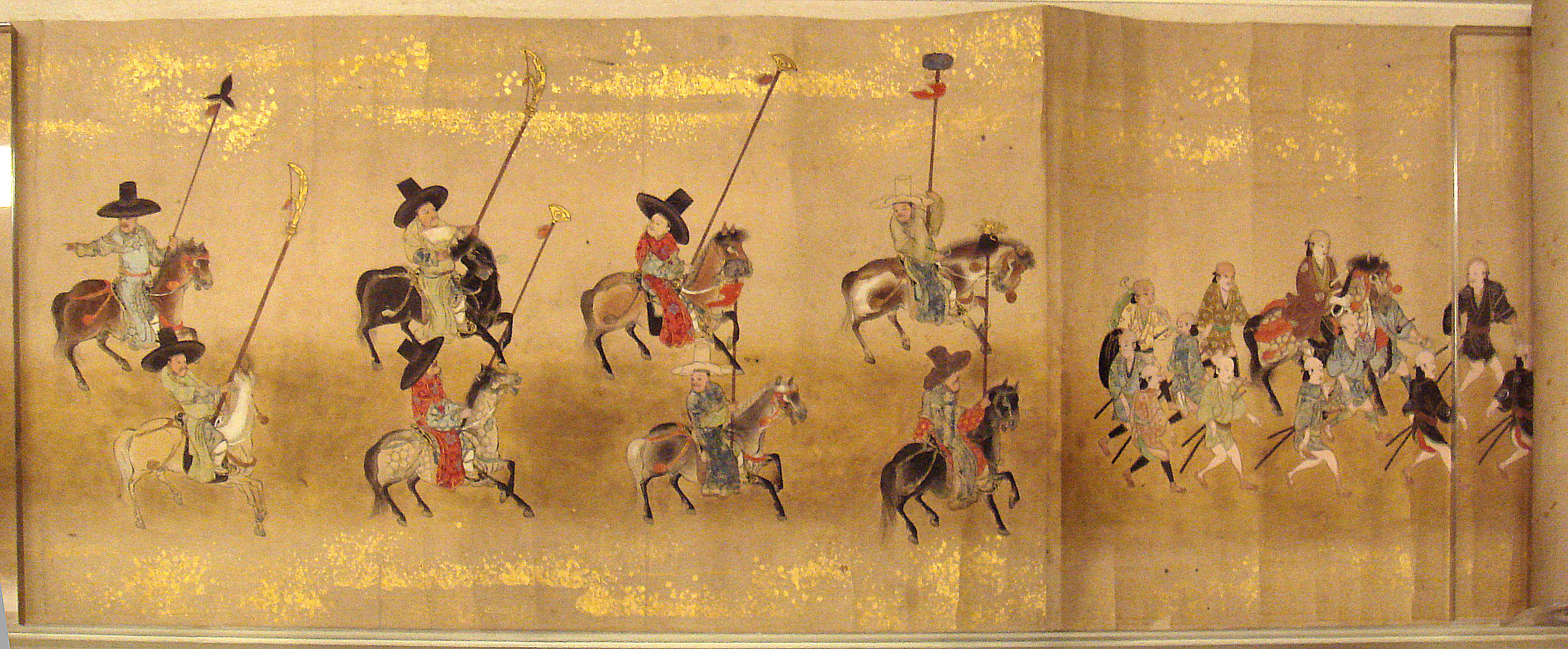
조선통신사 행렬도 (대영 박물관 소장)

한편으로 주변국과의 외교 정책도 중시하여 히데요시의 조선 침략 이래 단절되었던 조선과의 관계를 회복시키기 위하여, 1607년까지 조선과 포로를 교환하였으며 같은 해 조선 통신사가 처음으로 파견되었다. 1609년에는 기유약조이 체결되어 삼포왜란 이래 폐지되었던 왜관이 동래에 다시 설치되어 무역이 정상화되었다. 명나라와는 정식적인 관계를 회복하지 못하고 히라도와 나가사키에서의 사무역 정도만이 성행하였으며 타이완, 필리핀, 시암 등 동남아시아 국가들과도 사무역이 종종 이루어졌다. 다만 같은 해, 사쓰마국의 시마즈 이에히사가 류큐 왕국 (오키나와)을 침략하여 류큐 왕국을 막부의 속국으로 만들었다.

#### 오고쇼 시절의 가신들
- 도쿠가와 사천왕

이이 나오마사
혼다 다다카쓰
사카키바라 야스마사
사카이 다다쓰구
- 오쿠보 나가야스 - 악사(일본어: 猿楽師 사루가쿠시[*]) 출신으로 횡혈식 채굴법과 수은 방류를 통한 제련법 등을 알림. 금은 부교로 음명되어 이와미 은광, 사도 금광, 이즈 금광의 채굴을 맡기도 하였다.[104]
- 곤치인 스덴 - 승려.
- 덴카이 쇼닌 - 승려.
- 하야시 라잔 - 유학자.
- 자야 시로지로 - 혼노지의 변 당시 이에야스를 도움.
- 고토 쇼자부로  -대상인.
- 윌리엄 애덤스(일본어: 三浦安針 미우라 안진[*]) - 영국인.
- 얀 요스텐 반 로덴스타인(네덜란드어: Jan Joosten van Lodensteyn, 일본어: 耶楊子 야요스[*])-네덜란드인.[104]

### 오사카 전투와 도요토미씨 멸문

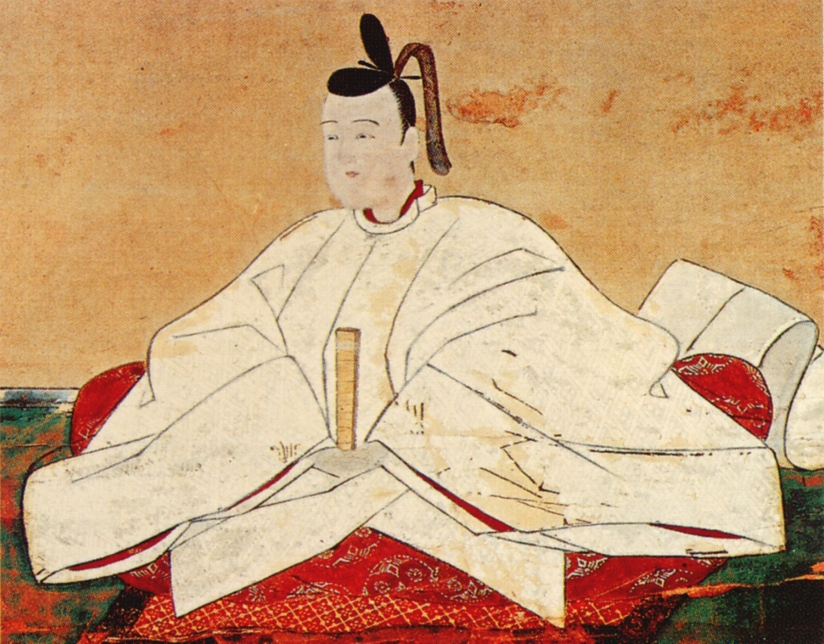
도요토미 히데요리

오고쇼로 있던 이에야스는 여전히 도쿠가와씨에 위협적인 도요토미 히데요리와 도요토미 측의 잔당을 완전히 제거하기 위해, 도요토미 히데요시가 생전에 오사카성에 남겨둔 막대한 도요토미 씨의 재산을 최대한 소모시키려는 계략을 세웠다. 우선 이에야스는 히데요리에게 "도요토미 씨의 부흥을 기원하기 위해서"라는 명목으로, 긴키 지역의 신사, 사찰의 수리와 새로운 신사, 사찰의 조영을 건의하였다. 히데요리는 이를 수락하여 긴키 일원의 신사와 사찰의 수리 복구와 신축 공사에 착수하였는데, 그 결과 상당한 자금이 소모되었다. 특히 교토 히가시야마의 호코 사(方広寺) 대불전의 수리 복구 비용에 가장 많은 돈을 들였다. 1614년 4월 호코지 대불전의 수리가 완성되자 히데요리의 가신인 가타기리 가쓰모토가 이에야스에게 완성 소식을 알리고 첫 공양의 거행을 알렸지만, 이에야스는 대불전의 종에 새겨진 명문의 내용이 불순하다는 이유로 불만을 표시하였다. 법종 명문의 일부에는 이렇게 쓰여 있었다.
| “ | 국가는 편안하고, 군주와 신하는 풍요롭고 즐거우며, 자손은 번창하길 기원합니다. (國家安康 君臣豊樂 子孫殷昌) | ” |

이에야스는 하야시 라잔과 곤치인 스덴의 말을 바탕으로 이 명문의 내용이 도요토미씨의 번영을 기원하는 것이며, 이에야스 (家康)의 이름 사이에 안(安)이라는 글자를 넣어 갈라놓은 것이 이에야스를 저주하기 위한 것이라고 주장하며

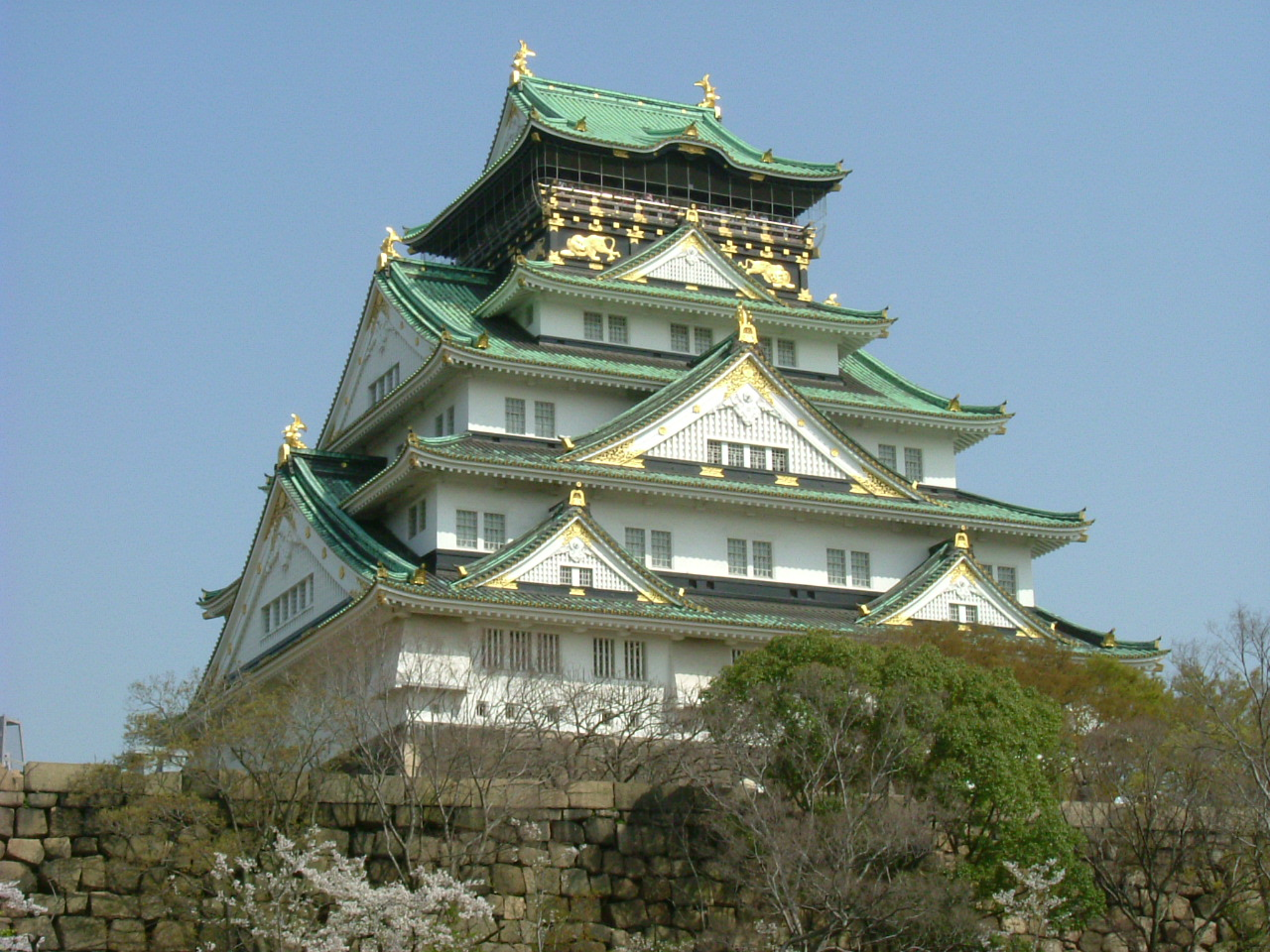
오사카 성의 니시노마루

1614년 10월 후다이 다이묘, 도자마 다이묘들에게 출진 명령을 하달함과 동시에 자신은 총지휘관이 되어 오사카 성 부근의 덴노지에 진을 치고 히데요리를 포위하였다. 같이 출전한 히데타다는 오사카 성을 총공격할 것을 주장하였지만, 지구전을 통해 히데요리를 굴복시키려 했던 이에야스는 이를 받아들이지 않았다. 그 때문에 11월 19일 이에야스 측의 하치스카 요시시게(蜂須賀至鎮)의 외성 공격으로 첫 공격이 시작되긴 했으나, 11월 26일에 이마후쿠와 시기노에서 크게 충돌한 것 이외에는 작은 충돌이나 기습전만 반복되다가 12월에서야 두 차례의 교섭 끝에 강화가 성립되었다. 대신 이에야스는 혼마루만을 남기고 오사카 성의 바깥 쪽 해자를 매립한다는 조건을 제시하였다. 하지만 이에야스는 공사를 맡은 혼다 마사노부·마사즈미 부자에게 안쪽 해자와 망루도 모두 파괴할 것을 명령하였고, 히데요리의 사신이 항의를 위해 찾아올 때마다 혼다 부자는 여러 핑계를 대며 시간을 끌면서 해자를 모두 매립하였다. 그 후, 이에야스는 히데요리에게 야마토국이나 이세국의 다이묘 자리로 옮겨가도록 명령하여 히데요리를 자극하여, 히데요리 측이 1615년 4월 교토에 방화를 한 것을 빌미로 오사카 성을 공격하였다. 병력과 물자 면에서 이에야스는 히데요리에 비해 월등히 유리하였으나, 초반에 사나다 유키무라의 분전으로 고전하였다.사나다 유키무라가 죽기를 각오 하고 이에야스 본진까지 오자 이에야스는
나는 죽었다 할복하겠다 라고 말했다. 하지만 사나다 유키무라가 전사하자 이에야스는 성내의 내관인 다이도코로가시라 등과 내통하고, 손녀인 센히메를 풀어주도록 압박하였다. 결국 5월 8일 오사카 성이 함락되자 히데요리와 생모 요도도노가 자살함으로써 도요토미 씨는 대가 끊기고 말았으며 이에야스는 잠재적인 위협 요소였던 도요토미 씨를 완전히 제거하는 데 성공했다.

### 최후

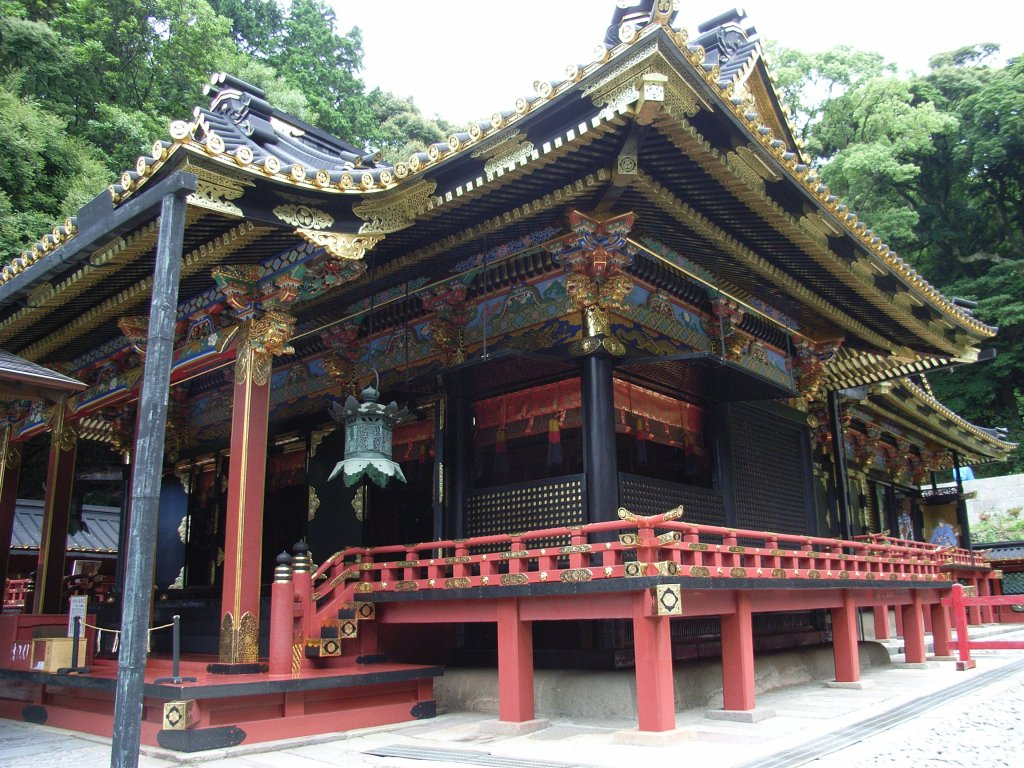
구능산 동조궁

1616년 정월, 슨푸 근교로 매 사냥을 나갔던 이에야스는 측근으로부터 돈카쓰, 덴푸라를 먹은 후 그날 밤 복통을 일으키며 중태에 빠졌는데, 시의 (侍醫) 가타야마 소테쓰의 재빠른 조치로 회복되었지만, 이후 3개월 간 이에야스의 건강 상태는 좋아졌다 나빠졌다를 반복하며 결국 4월 73세를 일기로 눈을 감았다. 직접적인 원인은 분명하지 않으나, 도요토미 히데요시처럼 위암, 매독, 각기병 등이 제시되고 있다.
그의 유훈은 《동조궁신군어유훈》(일본어: 東照宮神君御遺訓 도쇼구신쿤고이쿤[*])에 쓰여져 닛코 동조궁에 모셔져 있다.
| “ | 사람의 일생은 무거운 짐을 지고 먼 길을 가는 것과 같다. 서두를 필요 없다. 자유롭지 못함을 항상 곁에 있는 친구로 삼는다면 부족할 것은 없다. 마음에 욕심이 생기면 궁핍했을 때를 걱정하라. 인내는 무사장구 (無事長久)의 근원이요, 분노는 적이라 생각하라. 이기는 것만 알고 지는 것을 모르면 그 피해는 너 자신에게 돌아갈 것이다. 너 자신을 탓할 뿐 남을 탓하지 말라. 미치지 못함이 지나친 것보다 낫다. | ” |

이외에 이에야스는 죽음을 앞두고 혼다 마사즈미, 곤치인 스덴, 덴카이 쇼닌을 불러, 사체를 스루가 국 구노잔(久能山)에서 장사지낸 후 장례는 에도의 조조 사에서 지내고, 위패는 미카와 국의 다이주지에 봉안하고 시모쓰케 국의 닛코(日光)에 작은 사당을 지어 죽은 지 1주일 후 옮기라는 유언을 남겼다. 그리하여 이에야스가 죽은 날 밤 이들은 이에야스의 유해를 비밀리에 구노잔으로 옮겨 장사지낸 후, 이에야스를 신격화하기 위해 불교의 산왕일실신도에 따라 곤겐(権現)이라는 호칭을 주었다. 죽은 후 1주기가 되던 날에는 유해를 닛코로 옮겼으며, 천황으로부터 도쇼다이곤겐(東照大権現)이라는 신호가 부여되었다.

## 인물과 평가
- 울지 않는 두견새는 죽여버리겠다. (일본어: 鳴かぬなら殺してしまへ時鳥, 오다 노부나가)
- 울지 않는 두견새는 울게 해 보이겠다. (일본어: 鳴かずともなかして見せふ杜鵑, 도요토미 히데요시)
- 울지 않으면 울 때까지 기다리겠다. (일본어: 鳴かぬなら鳴まで待よ郭公, 도쿠가와 이에야스)

— 마쓰우라 세이잔의 수필 갑자야화에 수록된 센류

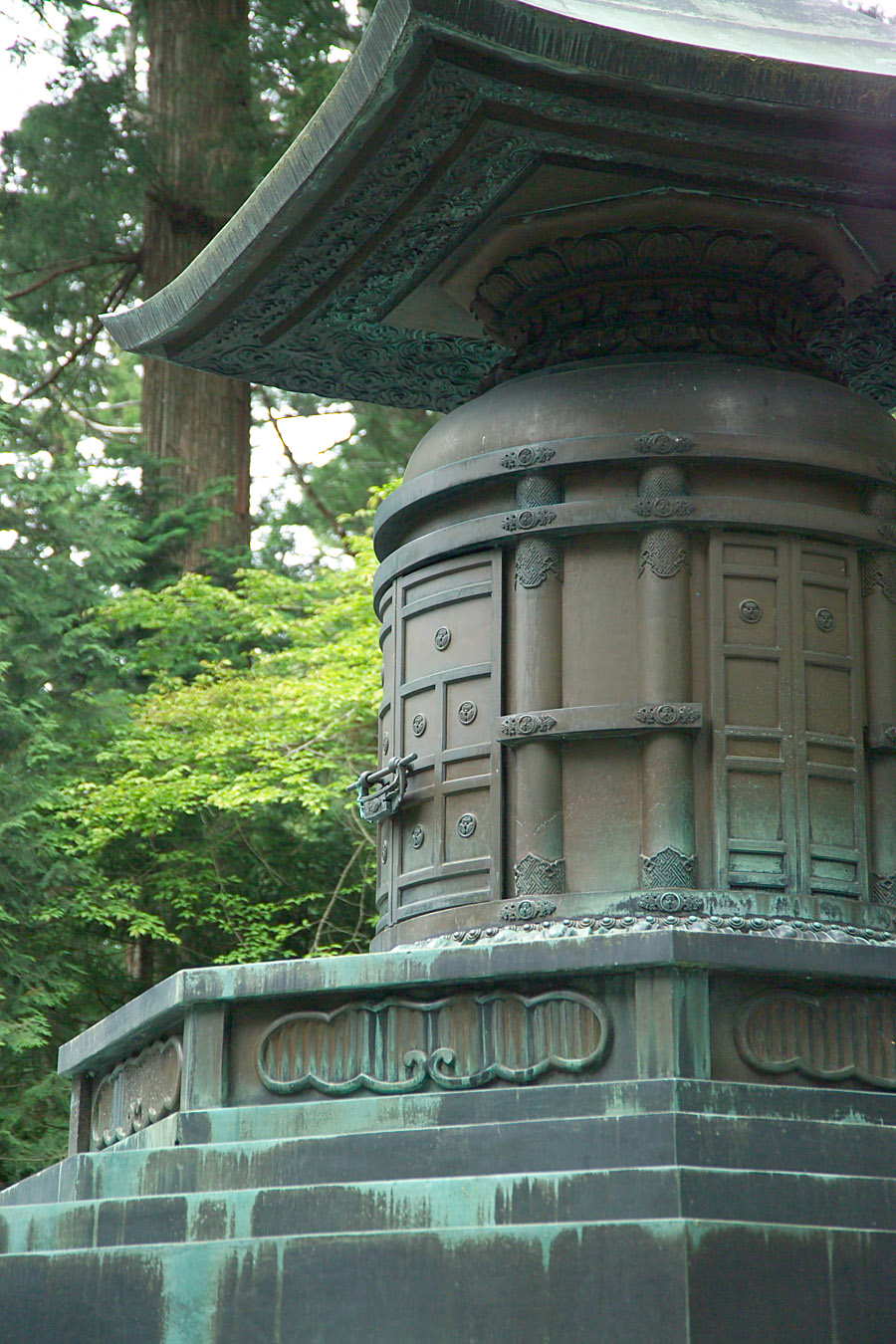
이에야스의 유골이 보존되어 있는 닛코 동조궁의 청동탑

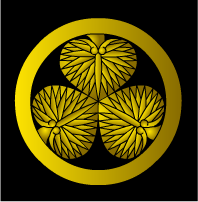
도쿠가와 가문의 문장

이에야스는 마쓰라의 센류에 제시된 시에서 묘사된 것처럼 "인내의 귀재"로 평가받는다. 이에야스는 어린 시절에 부를 여의고 여러 차례 죽음의 위기를 겪었으며, 계속 복종을 강요당해왔다. 하지만 아즈치모모야마 시대에 히데요시에게 철저히 복종하며, 임진왜란 도중에도 영지만 지키며 신중히 대처하였다고 평가받는다. 때문에 이에야스의 삶은 일본에서 여러 소설과 책, 드라마, 영화, 연극의 소재로 활용되고 있다. 나아가 일본 사람들은 그를 늘 ‘일본의 10걸’로 선정하면서 존경하고 있다. 반면 에도 시대 서민들 사이에서는 천하 통일의 과정에서 수단과 방법을 가리지 않았다며 '살쾡이 영감'이라는 별명으로 부르기도 하여 상반되는 평가를 가지고 있다.
개인 능력으로는 문무를 겸비했으며 두뇌는 어지간한 학자 이상으로 학문에 뛰어난 자질을 보이는 데다가 의술에도 꽤 능해서 본인 스스로의 주치의를 자처해 온갖 종류의 처방을 했으며 무예로는 시즈가타케의 칠본창을 싸움으로 이길 정도로 싸움을 잘했다. 또한 예술에도 상당히 조예가 깊으며 일류 디자이너이기까지 해서 그가 디자인해서 리모델링한 에도 성은 어찌나 훌륭하게 만들어 놓았는지 메이지 유신 이후 현재까지 일본 천황의 황거로 사용되고 있다. 도쿠가와 이에야스는 그야말로 만능 영웅이다.
실제로는 일본 역사상 손에 꼽을 정도로 위대하고 훌륭한 인물이었으나 메이지 유신에 가담한 인물들이 조선 침략의 정당성을 확보하기 위해 도쿠가와 이에야스에게 온갖 음해와 왜곡질로 폄훼시켜서 제대로 된 평가를 받지 못했던 인물이다. 도쿠가와 이에야스는 임진왜란 당시 전쟁을 반대했을 뿐만 아니라 조선에 병력을 단 한 명도 파병하지 않았기 때문에 조선을 침략하려는 인물들에게는 눈엣가시같은 존재였다. 실제로도 2010년대 후반에 이르러서 일본에서조차도 도쿠가와 이에야스가 훌륭한 국가지도자임을 인정하고 있으며 이는 NHK 대하드라마 군사 간베에와 일본 만화 일륜의 데마르카시온(노부나가를 죽인 남자)에도 잘 드러나 있다.
굉장한 천재로 특히 권모술수에 극단적으로 능했다. 이시다 미츠나리가 자신을 불구대천으로 여기고 심지어 호소카와 가라샤를 죽게 만드는 천인공노할 짓을 저질렀음에도 불구하고 되려 그런 이시다 미츠나리를 보호했다. 이는 죄가 너무 커서 언젠가 처형 시킬 이시다 미츠나리를 미끼로 던져 넣고 이를 믿고 자신에게 반기를 드는 다이묘들을 색출하기 위해서였다. 그렇게 해서 도쿠가와 이에야스는 세키가하라 전투를 통해 이 전투에서 서군으로 참전한 모든 이들을 자신의 적으로 간주하여 이시다 미츠나리 본인을 포함한 3명의 악질 다이묘를 참수하고 나머지 다이묘 대부분의 영지를 깎았다. 도쿠가와 이에야스는 어차피 일본의 주인이 되는 상황에서 처음부터 누가 자신에게 반기를 들 것인지 미리 파악한 후 에도 막부를 창업했다.
또한 어떠한 일이 있든 본인이 직접 싸우지 않는 매우 교묘한 술수를 부려 센고쿠 시대의 다이묘로서도 독보적으로 부하 병력의 피해가 적은 다이묘였다. 임진왜란에서는 풍토병과 잇키 등 온갖 변명을 늘어놓고 그것도 히데요시 본인이 이에야스를 그 곳으로 전봉 시켜서 일어난 일이라는 매우 확실한 명분까지 있어서 임진왜란에 불참하는 데에 성공해 병력을 온전히 보존했으며 세키가하라 전투 역시 동군 포진은 선봉으로 시즈가타케의 칠본창을 세우고 정작 본인의 주력 부대는 뒤에서 멀찌감치 떨어져 전투 보다는 작전 지휘에 집중한 데다가 적을 무찔러서 이긴 게 아니라 적을 배신 시켜서 이기는 등 어떤 상황에서든 아군 병력의 피해를 최소화했으며 다른 병력으로 적을 제압하는 일이 잦았다. 이렇듯 이에야스는 은근히 군재가 뛰어났으며 특히 아군의 피해를 줄이는 것에서 최고 수준의 능력을 발휘했다.

## 족보
|  |                            |  |  |  |  |  |  |  |  |  |  |  |  |  |  |  |
|  | 고조부 마쓰다이라 나가치카 |  |  |  |  |  |  |  |  |  |  |  |  |  |  |  |
|  |                            |  |  |  |  |  |  |  |  |  |  |  |  |  |  |  |
|  |                            |  |  |  |  |  |  |  |  |  |  |  |  |  |  |  |
|  | 증조부 마쓰다이라 노부타다 |  |  |  |  |  |  |  |  |  |  |  |  |  |  |  |
|  |                            |  |  |  |  |  |  |  |  |  |  |  |  |  |  |  |
|  |                            |  |  |  |  |  |  |  |  |  |  |  |  |  |  |  |
|  | 고조모 마쓰다이라씨        |  |  |  |  |  |  |  |  |  |  |  |  |  |  |  |
|  |                            |  |  |  |  |  |  |  |  |  |  |  |  |  |  |  |
|  |                            |  |  |  |  |  |  |  |  |  |  |  |  |  |  |  |
|  | 조부 마쓰다이라 기요야스   |  |  |  |  |  |  |  |  |  |  |  |  |  |  |  |
|  |                            |  |  |  |  |  |  |  |  |  |  |  |  |  |  |  |
|  |                            |  |  |  |  |  |  |  |  |  |  |  |  |  |  |  |
|  | 고외조부 오코치 미쓰나리   |  |  |  |  |  |  |  |  |  |  |  |  |  |  |  |
|  |                            |  |  |  |  |  |  |  |  |  |  |  |  |  |  |  |
|  |                            |  |  |  |  |  |  |  |  |  |  |  |  |  |  |  |
|  | 증조모 오코치씨            |  |  |  |  |  |  |  |  |  |  |  |  |  |  |  |
|  |                            |  |  |  |  |  |  |  |  |  |  |  |  |  |  |  |
|  |                            |  |  |  |  |  |  |  |  |  |  |  |  |  |  |  |
|  | 부친 마쓰다이라 히로타다   |  |  |  |  |  |  |  |  |  |  |  |  |  |  |  |
|  |                            |  |  |  |  |  |  |  |  |  |  |  |  |  |  |  |
|  |                            |  |  |  |  |  |  |  |  |  |  |  |  |  |  |  |
|  | 조모 아오키씨              |  |  |  |  |  |  |  |  |  |  |  |  |  |  |  |
|  |                            |  |  |  |  |  |  |  |  |  |  |  |  |  |  |  |
|  |                            |  |  |  |  |  |  |  |  |  |  |  |  |  |  |  |
|  | 도쿠가와 이에야스          |  |  |  |  |  |  |  |  |  |  |  |  |  |  |  |
|  |                            |  |  |  |  |  |  |  |  |  |  |  |  |  |  |  |
|  |                            |  |  |  |  |  |  |  |  |  |  |  |  |  |  |  |
|  | 외증조부 미즈노 기요타다   |  |  |  |  |  |  |  |  |  |  |  |  |  |  |  |
|  |                            |  |  |  |  |  |  |  |  |  |  |  |  |  |  |  |
|  |                            |  |  |  |  |  |  |  |  |  |  |  |  |  |  |  |
|  | 외조부 미즈노 다다마사     |  |  |  |  |  |  |  |  |  |  |  |  |  |  |  |
|  |                            |  |  |  |  |  |  |  |  |  |  |  |  |  |  |  |
|  |                            |  |  |  |  |  |  |  |  |  |  |  |  |  |  |  |
|  | 모친 오다이노가타          |  |  |  |  |  |  |  |  |  |  |  |  |  |  |  |
|  |                            |  |  |  |  |  |  |  |  |  |  |  |  |  |  |  |
|  |                            |  |  |  |  |  |  |  |  |  |  |  |  |  |  |  |
|  | 외조모 게요인              |  |  |  |  |  |  |  |  |  |  |  |  |  |  |  |
|  |                            |  |  |  |  |  |  |  |  |  |  |  |  |  |  |  |
|  |                            |  |  |  |  |  |  |  |  |  |  |  |  |  |  |  |

### 가족 관계
이에야스는 62세에 11남인 도쿠가와 요리후사 (미토 도쿠가와 가의 시조)를 낳았고 70세에 임질에 걸렸을 정도로 많은 자식을 남겼는데 이후 이에야스의 다른 자식들이 고산케를 창가하면서 이에야스의 직계 자손이 끊어진 이후에도 고산케에서 번갈아 쇼군직을 계승하여 대가 끊기지 않았다. 이에야스는 11남 5녀를 슬하에 두었다. 아래는 이에야스의 자식들이다.

#### 정실 및 측실과 소생 자녀
- 정실 : 쓰키야마도노(築山殿)
  - 장남 : 마쓰다이라 노부야스
  - 장녀 : 가메히메(亀姫) - 오쿠다이라 노부마사의 정실
- 계실 : 아사히히메(朝日姫) - 도요토미 히데요시의 이복여동생
- 측실 : 니시코오리노츠보네(西郡局) - 우도노 나가모치의 딸
  - 차녀 : 도쿠히메(督姫) - 호조 우지나오의 정실 → 이케다 데루마사의 계실
- 측실 : 오코챠(於古茶, 쵸쇼인) - 나가미 요시히데의 딸
  - 차남 : 유키 히데야스 - 유키 하루토모의 양자. 에치젠 마츠다이라가
- 측실 : 오아이(お愛, 류센인) - 사이고 키요카즈의 양녀. 토즈카 타다하루의 딸
  - 3남 : 도쿠가와 히데타다 - 에도 막부 2대 세이타이쇼군
  - 4남 : 마쓰다이라 다다요시 - 마츠다이라 이에타다의 양자
- 측실 : 오타케(お竹, 료운인) - 이치카와 마사나가의 딸
  - 3녀 : 후리히메(振姫) - 가모 히데유키의 아내 → 아사노 나가아키라의 정실
- 측실 : 오츠마(於都摩, 묘신인) - 아나야마 노부타다의 양녀. 아키야마 토라야스의 딸
  - 5남 : 마쓰다이라 노부요시 - 아나야마 카츠치요의 양자
- 측실 : 오챠아(於茶阿, 쵸카쿠인)
  - 6남 : 마쓰다이라 다다테루 - 마츠다이라 야스타다의 양자
  - 7남 : 마쓰다이라 마쓰치요
- 측실 : 오카메(於亀, 소오인) - 시미즈 무네키요의 딸
  - 8남 : 히라이와 센치요 - 히라이와 지카요시의 양자
  - 9남 : 도쿠가와 요시나오 - 오와리 도쿠가와가
- 측실 : 오히사(於久, 후쇼인) - 마미야 야스토시의 딸
  - 4녀 : 마츠히메(松姫)
- 측실 : 오만(お万, 요쥬인) - 카게야마 우지히로의 양녀. 마사키 요리타다의 딸
  - 10남 : 도쿠가와 요리노부 - 기슈 도쿠가와가
  - 11남 : 도쿠가와 요리후사 - 미토 도쿠가와가
- 측실 : 오카지(於梶, 에이쇼인) - 오오타 야스스케의 딸
  - 5녀 : 이치히메(市姫)
- 측실 : 오토미(於富, 신쥬인)
- 측실 : 오나츠(於夏, 세이운인) - 하세가와 후지나오의 딸
- 측실 : 오로쿠(於六, 요겐인) - 쿠로다 나오노부의 딸
- 측실 : 오센(於仙, 타이에이인) - 미야자키 야스케이의 딸
- 측실 : 오우메(於梅, 렌게인) - 아오키 카즈노리의 딸
- 측실 : 아챠노츠보네(阿茶局, 운코인) - 이이다 나오마사의 딸
- 측실 : 오무스(於牟須, 세이에이인) - 미츠이 요시마사의 딸
- 측실 : 오마츠 (於松, 호코인)
- 측실 : 산죠씨
- 측실 : 마츠다이라 시게요시의 딸

#### 유자 및 양자녀
- 유자(猶子)
  - 하치노미야 료준 법친왕 - 고요제이 천황의 8황자
- 양자
  - 마츠다이라 이에하루 - 오쿠다이라 노부마사의 차남
  - 마츠다이라 타다마사 - 오쿠다이라 노부마사의 3남
  - 마츠다이라 타다아키라 - 오쿠다이라 노부마사의 4남. 오쿠다이라 마츠다이라가 가조
- 양녀
  - 코마츠히메(小松姫, 다이렌인) - 혼다 타다카츠의 딸. 사나다 노부유키의 정실
  - 마테히메(満天姫, 요쥬인) - 마츠다이라 야스모토의 딸. 후쿠시마 마사유키의 아내 → 츠가루 노부히라의 정실
  - 에이히메(栄姫, 다이료인) - 호시나 마사나오의 딸. 쿠로다 나가마사의 계실
  - 쿠마히메(阿姫, 코쇼인光照院) - 마츠다이라 사다카츠의 딸. 야마우치 타다요시의 정실
  - 렌히메(蓮姫, 쵸쥬인) - 마츠다이라 야스나오의 딸. 아리마 토요우지의 아내
  - 쿠니히메(国姫, 에이쥬인) - 혼다 타다마사의 딸. 호리 타다토시의 아내 → 아리마 나오즈미의 계실
  - 카메히메(亀姫, 엔쇼인) - 혼다 타다마사의 딸. 오가사와라 타다나가의 아내 → 오가사와라 타다자네의 아내
  - 만히메(万姫, 쿄다이인) - 오가사와라 히데마사의 딸. 하치스카 요시시게의 아내
  - 후리히메(振姫, 코쇼인孝勝院) - 이케다 테루마사의 딸. 후에 도쿠가와 히데타다의 양녀. 다테 타다무네의 정실
  - 큐쇼인(松院) - 마츠다이라 야스모토의 딸. 타나카 타다마사의 아내 → 마츠다이라 나리시게의 계실 )
  - 죠묘인(浄明院) - 마츠다이라 야스모토의 딸. 나카무라 카즈타다의 아내 → 모리 히데모토의 계실
  - 류코인(流光院) - 마츠다이라 야스모토의 딸. 스가누마 사다요리의 정실
  - 토바이인(唐梅院) - 마츠다이라 야스치카의 딸. 이이 나오마사의 정실
  - 키쿠히메(菊姫, 코겐인) - 오카베 나가모리의 딸. 나베시마 카츠시게의 계실
  - 세이죠인/쇼죠인(清浄院) - 미즈노 타다시게의 딸. 카토 키요마사의 계실
  - 테이쇼인(貞松院) - 호시나 마사나오의 딸. 코이데 요시히데의 아내
  - 세이겐인(清元院) - 호시나 마사나오의 딸. 안베 노부모리의 아내
  - 쇼센인(昌泉院) - 마키노 야스나리의 딸. 후쿠시마 마사노리의 계실
  - 이름 미상 - 마츠다이라 이에키요의 딸. 아사노 나가시게의 아내
  - 이름 미상 - 마츠다이라 이에모토의 딸. 마츠다이라 타다마사 (오오스카 타다마사)의 아내 → 스가누마 사다요시의 정실
  - 이름 미상 - 마츠다이라 이에모토의 딸. 오카베 나가모리의 계실
  - 키이기미(紀為君) - 마츠다이라 사다카츠의 딸. 나카가와 히사모리의 정실

#### 이에야스의 사생아라는 설
- 스즈키 이치조 - 어머니 미츠케슈쿠의 여관의 처녀
- 나가미 사다치카 - 어머니 코고노츠보네
- 마츠다이라 민부 - 어머니 호코인
- 오가사와라 곤노죠 - 어머니 산죠씨
- 이이 나오타카 - 어머니 미상
- 도이 토시카츠 - 어머니 미상
- 2대 고토 쇼자부로 - 어머니 오오하시노츠보네
- 도쿠가와 이에미츠 - 카스가노츠보네

## 일화
- 도쿠가와 이에야스는 명실공히 일본의 모든 다이묘 중 석고 랭킹 1위인 다이묘이다. 그의 석고는 센고쿠 시대에 이미 250만 석을 훌쩍 넘었으며 세키가하라 전투 이후에는 400만 석에 달했다. 석고가 222만 석인 도요토미 히데요시조차도 도쿠가와 이에야스의 이런 거대한 석고로 인해 도쿠가와 이에야스를 부하로 두긴 하되 함부로 대하지 못했다.
- 슬픈 인질 생활 시절 이마가와 요시모토의 가신이었던 하라미이시 몬도는 자신의 저택 정원에서 매로 사냥하는 이에야스를 못마땅하게 여겨 "미카와의 꼬마 녀석"이라며 모욕을 주었다. 나중에 하라미이시가 다케다 신겐의 수하로 들어가, 다케다씨의 성병(城兵)으로 복무할 때 이에야스에게 포로로 잡히자 이에야스는 그에게 "그대는 두 번 다시 내 얼굴을 보기 싫을 것이다"라며 할복하도록 하였다. 반면, 슨푸 시절에 이에야스에게 호의적인 태도를 보이던 가신 출신의 다른 포로는 풀어주고 큰 상을 내렸다.[128]
- 이에야스가 이끌던 미카와 국의 무사들은 결집력과 충성심이 강하다는 평가를 받았다.[129] 도요토미 히데요시가 센고쿠 시대를 종식시킨 후 각지의 다이묘들을 불러 주연을 열면서 자신의 진귀한 골동품들을 자랑하였을 때 다른 영주들에게 어떤 보물을 가지고 있느냐고 물었다. 그 때 이에야스는 "미카와의 벽지에서 자라 아무 골동품도 가진 게 없지만, 저를 위해서라면 물불을 가리지 않는 용감한 5백명의 가신들이 저의 보배입니다" 하고 말하였다.[129]
- 이에야스가 재건시킨 에도 성은 에도 막부 시기에 도쿠가와 장군가에서 정이대장군 전용 궁으로 사용하다가 메이지 유신이 일어나자 일본 천황의 궁으로 헌납된 이래 현재까지 일본 천황의 궁으로 사용되고 있다. 이는 이에야스가 축성술의 달인임을 증명하는 것이며 너무 잘 만들어진 탓에 일본 천황의 궁으로 사용되기에 이르렀다.
- 이에야스는 세키가하라 전투가 끝난 직후부터 계속 에도에 기술자들을 불러들여 각종 공사를 지시했다. 하지만 기술자들은 에도가 살기 좋았는지 공사가 다 끝나고도 원래 살던 곳으로 되돌아가지 않았으며 계속 에도에 정착했다. 그리고 먼 훗날 에도에 반다이, 타미야 등 많은 프라모델 회사가 설립되었으며 이 영향을 받아 이에야스를 모시는 신사에는 특이하게 프라모델이 헌물되고 있다.
- 오사카 전투에서 도요토미 히데요리군을 압박하기 위해서 거북선을 일본 식으로 만든 메구라부네를 사용했다.

## 주해
1. ↑  히로타다는 정실 부인인 오다이 외에 도다 가문 출신의 마키(牧)라는 후실을 두고 있었다.
2. ↑  간몬(貫文, 관문)은 원래 중국에서 사용하던 동전의 단위로, 에도 막부 이후 금화, 은화, 동전이 사용되면서 동전을 세는 단위로 통용되게 되었다. 동전 1개를 1문(일본어: 匁 몬메[*])이라고 하였으며, 1000문을 1간몬이라고 하였다. 1간몬은 쌀 한 섬에 해당하는 가치였다. 한편 이에야스를 납치하는 대가로 도다가 받은 돈은 5백 간몬이었다는 설도 있다. (이길진, 27쪽)
3. ↑  오다 노부히데의 장남이며, 오다 노부나가의 형이다.
4. ↑  무사시(武蔵)·사가미(相模)·고즈케(上野)·시모쓰케(下野)·히타치(常陸)·가즈사(上総)·시모우사(下総)·아와(安房)의 여덟 구니를 말한다. 지금의 슈토켄을 형성하는 간토 평야 일대와 거의 일치한다.
5. ↑  무쓰(陸奥)·데와(出羽)의 두 구니를 말한다. 지금의 도호쿠 지방에 위치한 후쿠시마현·미야기현·이와테현·아오모리현·야마가타현·아키타현과 니가타현의 북동부 일부에 해당한다.
6. ↑  아즈치모모야마 시대 이후 통용화 된 영지 측량의 단위로, 고쿠다카(石高)를 그대로 번역한 '고쿠'(石)라고 쓰기도 한다.
7. ↑  주종 관계를 끊게 하거나 영지를 몰수하여 가신으로서의 신분을 빼앗는 것을 말한다.
8. ↑  쇼군을 임명할 때 천황이 형식적으로 쇼군이 된 사람에게 쇼군임을 인정하는 문서를 하사하는데 이를 선지라고 한다. 일반적으로는 임금의 명령을 널리 공포할 때도 선지라는 단어를 사용한다.
9. ↑  예를 들면 가가국의 100만석을 가지고 있던 마에다 씨의 경우에는 1,000명의 인부를 제공하였다.
10. ↑  장남 노부야스는 오다 노부나가와의 문제로 자결하였고, 차남 히데야스는 도요토미 히데요시의 양자가 된후 히데요시의 실자가 태어난 후 유키 씨(結城氏)에 양자로 들어갔다. (요시다 외, 120 ~ 121쪽.)
11. ↑  도쿠가와의 해석은 이렇다. '국가안강'에서 가(家) 자와 강(康) 자 사이에 안 자를 집어넣은 것은 이에야스(家康)를 토막내겠다는 뜻이며, 군신풍락에서 신(臣) 자와 풍(豊) 자의 위치를 바꾸면 도요토미(豊臣)가 되니 이는 히데요
리가 자신을 배반하겠다는 뜻이라고 해석하였다.
12. ↑  원문은 아래와 같다. 人の一生は重荷を負うて 遠き道を行くが如し, 急ぐべからず。不自由を常と思えば不足なし。心に望み起らば困窮したるときを思い出すべし。堪忍は無事長久の基, 怒りは敵と思え, 勝つことばかり知りて, 負けることを知らざれば, 害その身に至る。己を責めて人を責めるな, 及ばざるは過ぎたるより勝れり。

## 참고 자료
- 요시다 시게루 외 4명, 오와다 데쓰오 감수, 이언숙 옮김, 《사건과 에피소드로 보는 도쿠가와 3대》 (2003년), 청어람미디어, ISBN 89-89722-21-7
- 연민수, 《일본역사》 (1998년), 보고사, ISBN 89-86142-81-3
- 고미 후미히코, 한은미 옮김, 《2천년 일본사를 만든 일본인 이야기》 (2003년), 이손, ISBN 89-87095-48-7
- 고운기, 《도쿠가와가 사랑한 책》 (2009년), 현암사, ISBN 978-78-323-1536-2 {{isbn}}의 변수 오류: 유효하지 않은 ISBN.
- 박석순 외 3명, 《일본사》 (2005년), 대한교과서, ISBN 89-378-3082-5
- 이길진, 《도쿠가와 이에야스의 삶과 리더십》 (2004년), 동아일보사, ISBN 89-7090-356-9

## 관련 작품

### 드라마

#### 일본
NHK 대하드라마
- 《태합기》(1965년, 배우: 오노에 키쿠조)
- 《하늘과 땅과》(1969년, 배우: 마츠야마 세이지)
- 《봄의 언덕길》(1971년, 배우: 야마무라 소)
- 《나라 훔친 이야기》(1973년, 배우: 테라오 아키라)
- 《황금의 나날》(1978년, 배우: 코다마 키요시)
- 《여자 태합기》(1981년, 배우: 프랭키 사카이)
- 《도쿠가와 이에야스》(1983년, 배우: 타키타 사카에)
- 《독안룡 마사무네》(1987년, 배우: 츠가와 마사히코)
- 《다케다 신겐》(1988년, 배우: 나카무라 하시노스케)
- 《카스카노 츠보네》(1989년, 배우: 단바 테츠로)
- 《노부나가 KING OF ZIPANGU》(1992년, 배우: 고 히로미)
- 《류큐의 바람》(1993년, 배우: 코바야시 아키라)
- 《히데요시》(1996년, 배우: 니시무라 마사히코)
- 《아오이 도쿠가와 삼대》(2000년, 배우: 츠가와 마사히코)
- 《토시이에와 마츠~카가 백만석 이야기~》(2002년, 배우: 타카시마 마사히로)
- 《무사시 MUSASHI》(2003년, 배우: 키타무라 카즈오)
- 《공명의 갈림길》(2006년, 배우: 니시다 토시유키)
- 《천지인》(2009년, 배우: 마츠카타 히로키)
- 《고우~공주들의 전국~》(2011년, 배우: 키타오오지 킨야)
- 《군사 칸베에》(2014년, 배우: 테라오 아키라)
- 《사나다마루》(2016년, 배우: 우치노 세이요)
- 《여자 성주 나오토라》(2017년, 배우: 아베 사다오)
- 《어떡할래 이에야스》(2023년, 배우: 마츠모토 준)

#### 한국
- 《임진왜란》(MBC, 1985년~1986년, 배우: 김현직)
- 《불멸의 이순신》(KBS1, 2004년~2005년, 배우: 전일범)
- 《임진왜란 1592》(KBS1, 2016년), 배우: 이종신)

## 같이 보기
- 도쇼구
- 삼영걸
- 도쿠가와 사천왕